# Triệu (nước)
Triệu (Phồn thể: 趙國, Giản thể: 赵国) là một quốc gia chư hầu có chủ quyền trong thời Chiến Quốc trong lịch sử Trung Quốc. Triệu là nước có vai trò đáng kể trong giai đoạn này, cùng với 6 quốc gia hùng mạnh khác lập ra cục diện Chiến quốc thất hùng. Lãnh thổ Triệu quốc tương ứng với khu vực ngày nay thuộc Nội Mông Cổ, phía nam Hà Bắc.
Vào đầu thời kỳ Chiến Quốc, nước Triệu không phải là một quốc gia mạnh, nhưng đã gia tăng sức mạnh đáng kể trong thời kỳ trị vì của Triệu Vũ Linh vương. Vào cuối thời kỳ Chiến Quốc, Triệu là nước chủ chốt trong việc chống lại cường quốc ở phía Tây khi đó là Tần. Nhưng sau trận Trường Bình, nước Triệu trở nên suy yếu, sau này chỉ có thể nhờ vào liên minh hợp tung để chống lại sự tiến quân của Tần, nhưng cũng chỉ duy trì được thêm mấy chục năm rồi bị Tần tiêu diệt.

## Khởi nguyên
Theo truyền thuyết, thủy tổ các đời quân chủ nước Triệu là Bá Ích, từng làm quan ở nước Ngu, được phong ấp Doanh ăn lộc, từ đó hậu duệ Bá Ích lấy họ Doanh.
Đến cuối đời nhà Thương, hậu duệ Bá Ích là Phi Liêm cùng với con trai trưởng là Ác Lai phò tá Thương Trụ chống lại Chu Vũ vương nên đều bị giết. Con cháu Phi Liêm ly tán, phân thành 2 dòng chính. Nhánh hậu duệ của Ác Lai lưu lạc đến Khuyển Khâu (犬丘), đến đời Phi Tử thì được nhà Chu phong cho ấp Tần làm phụ dung, hình thành thủy tổ nước Tần.
Người con thứ của Phi Liêm là Quý Thắng di chuyển đến Hoàng Hà định cư, con Quý Thắng là Mạnh Tăng hiệu Trạch Cao Lang sống vào thời Chu Thành vương. Mạnh Tăng sinh Hành Phụ, Hành Phụ sinh Tạo Phụ. Tạo Phụ do lập không ít công trạng nên được Chu Mục vương phong làm đại phu, lấy Triệu Thành làm thực ấp, từ đó mang họ Triệu, hình thành thủy tổ nước Triệu. Như vậy, quân chủ nước Tần và nước Triệu vốn đều thuộc cùng 1 dòng họ.
Hậu duệ 6 đời Tạo Phụ là Yêm Phụ có danh hiệu là Công Trọng sống vào thời Chu Tuyên vương, Yêm Phụ sinh Thúc Đái.

## Nổi lên

Giản đồ các nước thời Chiến Quốc

Thời kỳ Tấn Văn hầu, Thúc Đái di cư tới nước Tấn. Cháu 5 đời của Thúc Đái là Triệu Túc lập công lớn được Tấn Hiến Công thưởng cho đất Cảnh, Triệu Túc sinh Cộng Mạnh, Cộng Mạnh sinh Triệu Thôi.
Năm 656 TCN, Triệu Thôi từng theo công tử Trùng Nhĩ lưu vong ra khỏi Tấn. Sau này Trùng Nhĩ trở thành Tấn Văn công của Tấn thì Triệu Thôi trở thành trọng thần. Con cháu Triệu Thuẫn các đời đều nắm trọng quyền, dần phát triển thế lực của gia tộc họ Triệu thành một trong Lục khanh. Thời Tấn Cảnh công, họ Triệu suýt bị diệt tộc nhưng may mắn đã được phục hồi địa vị.
Tới thời Tấn Xuất công thì quyền lực thực tế nằm trong tay các trọng thần như Trí Bá, Triệu Tương tử, Hàn Khang tử và Ngụy Hoàn tử. Sử gọi là Tứ khanh. Năm 456 TCN, Tứ khanh đuổi Tấn Xuất công đi để lập Cơ Kiêu, tức Tấn Ai công.
Năm 454 TCN, Trí Bá hợp cùng hai nhà Hàn, Ngụy tấn công Tấn Dương (nay ở phía nam quận Tấn Nguyên, địa cấp thị Thái Nguyên, tỉnh Sơn Tây). Triệu Tương tử giữ vững thành trì. Sau đó liên hợp với chính hai nhà Hàn, Ngụy diệt Trí Bá.
Năm 453 TCN, ba nhà Hàn, Triệu, Ngụy chia nhau vùng đất của họ Trí.
Năm 437 TCN, Tấn Ai công chết. Con là Liễu (Tấn U công) kế nghiệp. Nước Tấn khi đó thực chất đã bị phân chia giữa 3 thế gia là Hàn, Triệu và Ngụy. U công không có quyền lực gì đối với 3 nhà này.
Năm 403 TCN, vua Chu Uy Liệt vương phải chính thức công nhận sự tồn tại của nước Triệu cùng với Hàn, Ngụy bên cạnh nước Tấn như là các nước chư hầu của nhà Chu, đánh dấu sự khởi đầu của thời kỳ Chiến Quốc.
Năm 376 TCN, Triệu cùng Ngụy và Hàn lấy nốt phần đất còn lại của Tấn, đày Tấn Tĩnh công ra Đồn Lưu, chính thức diệt Tấn và chia hết đất đai. Do ba nước hình thành từ nước Tấn nên sử vẫn gọi chung Triệu, Hàn, Ngụy là Tam Tấn.

## Lãnh thổ
Lãnh thổ của nước Triệu bao gồm các khu vực ngày nay thuộc Nội Mông Cổ, nam Hà Bắc, trung Sơn Tây và đông bắc Thiểm Tây.
Nước Triệu có biên giới với các bộ lạc Hung Nô (như Lâm Hồ, Lâu Phiền, Đông Hồ) ở phía bắc, các nước như Tần ở phía tây, Ngụy ở phía nam, Yên ở đông bắc, Tề ở phía đông. Cận kề còn có tiểu quốc Trung Sơn.
Kinh đô của nước Triệu đặt tại Hàm Đan (邯郸), ngày nay thuộc vùng ven đô của thành phố Hàm Đan, tỉnh Hà Bắc.

## Phát triển
Ban đầu Triệu là nước yếu nhất trong Chiến quốc thất hùng. Nước này không có các ưu thế về địa lý như Tần, sức mạnh quân sự như Ngụy, lãnh thổ rộng lớn như Sở, sự giàu có và thịnh vượng như Tề. Bị những kẻ thù hùng mạnh bao quanh từ mọi hướng, nước Triệu phải chiến đấu cực kỳ gian khổ vì sự sinh tồn của mình. Nước này vẫn là yếu nhất cho tới khi các cuộc cải cách của Triệu Vũ Linh vương (326 TCN-298 TCN) thành công.
Trong thời kỳ trị vì của Vũ Linh vương, vương quốc này đã có cải cách quân sự. Sử gọi là "hồ phục kị xa". Binh sĩ Triệu được lệnh ăn mặc giống như các láng giềng Hung Nô và thay thế các cỗ chiến xa bằng các cung thủ kị binh. Điều này là cải cách tuyệt vời, phối hợp giữa công nghệ tiên tiến của các quốc gia Trung Hoa và chiến thuật của các bộ lạc du mục, kị binh của nước Triệu trở thành một lực lượng đáng kể phải tính tới.
Triệu thể hiện sức mạnh quân sự của mình bằng cách chiếm nước nhỏ Trung Sơn năm 295 TCN sau một cuộc chiến tranh kéo dài, và sáp nhập thêm lãnh thổ từ các nước lân cận như Ngụy, Yên và Tần. Kị binh của Triệu đôi khi cũng xâm nhập vào Tề trong các chiến dịch chống lại Sở.
Một số tướng lĩnh quân sự có danh tiếng của Triệu cũng nổi lên trong thời kỳ này, như Liêm Pha, Triệu Xa và Lý Mục. Liêm Pha là tướng trấn giữ phòng chống nước Tần. Triệu Xa (趙奢) chủ yếu ở phía đông; một vài lần đã xâm lăng vào Yên. Lý Mục ở phía bắc phòng chống các bộ lạc du mục.

## Suy vong
Vào cuối thời kỳ Chiến Quốc, Triệu là nước chủ chốt trong việc chống lại nước Tần đang nổi lên ở phía Tây.
Triệu liên minh với Ngụy bắt đầu năm 287 TCN để hợp sức chống Tần, nhưng kết thúc bằng thất bại tại Hoa Dương năm 273 TCN. Cuộc tranh đấu lên tới đỉnh điểm trong trận chiến đẫm máu nhất của thời kỳ này là trận Trường Bình năm 260 TCN. Quân đội Triệu gồm 45 vạn người do Triệu Quát chỉ huy đã bị quân đội Tần do Bạch Khởi chỉ huy tiêu diệt gần như hoàn toàn. Mặc dù quân đội Ngụy đã cứu được Hàm Đan thoát khỏi cuộc vây hãm có thể xảy ra sau đó của đội quân Tần đang đà chiến thắng, nhưng Triệu không bao giờ có thể phục hồi lại được sức mạnh như trước đó.
Năm 229 TCN, cuộc xâm lăng của quân Tần do tướng Vương Tiễn đã bị quân đội Triệu do Lý Mục và Tư Mã Thượng (司馬尚) chỉ huy kìm chân tại chỗ tới tận năm 228 TCN. Theo ghi chép của một số nguồn thì sau đó Tần sử dụng kế phản gián nên Triệu U Mục vương đã nghi ngờ và ra lệnh xử tử Lý Mục, bãi nhiệm Tư Mã Thượng. Năm 228 TCN, quân Tần tiến vào Hàm Đan, bắt sống U Mục vương và chiếm nước Triệu. Công tử Gia, anh cùng cha khác mẹ của U Mục vương, đã chạy tới Đại Thành tự xưng vương và chỉ huy các lực lượng còn lại của Triệu chống Tần. Chính quyền này kéo dài tới năm 222 TCN thì quân Tần bắt được Đại vương Gia và xóa sổ nước Triệu.
Hơn 10 năm sau, các chư hầu nổi dậy chống nhà Tần, một người dòng dõi nước Triệu là Triệu Yết được lập làm Triệu vương để khôi phục nước Triệu, nhưng cuối cùng bị Hán vương Lưu Bang thôn tính vào năm 204 TCN.

## Các vị quân chủ
|                       |                       |                       |                       |                       |                       |  |  |                         |                         |                         |                         |                         |                         |  |  |                                                  |                                                  |                                                  |                                                  |                                                  |                                                  |  |  | Quý Thắng                                                         |                                                           |                                                           |                                                           |                                                           |                                                           |  |  |                                            |                                            |                                            |                                            |                                            |                                            |  |  |                                        |                                        |                                        |                                        |                                        |                                        |  |  |                      |                      |                      |                      |                      |                      |  |  |  |  |  |  |  |  |  |  |  |  |  |  |  |  |
|                       |                       |                       |                       |                       |                       |  |  |                         |                         |                         |                         |                         |                         |  |  |                                                  |                                                  |                                                  |                                                  |                                                  |                                                  |  |  |                                                                   |                                                           |                                                           |                                                           |                                                           |                                                           |  |  |                                            |                                            |                                            |                                            |                                            |                                            |  |  |                                        |                                        |                                        |                                        |                                        |                                        |  |  |                      |                      |                      |                      |                      |                      |  |  |  |  |  |  |  |  |  |  |  |  |  |  |  |  |
|                       |                       |                       |                       |                       |                       |  |  |                         |                         |                         |                         |                         |                         |  |  |                                                  |                                                  |                                                  |                                                  |                                                  |                                                  |  |  | Mạnh Tăng                                                         |                                                           |                                                           |                                                           |                                                           |                                                           |  |  |                                            |                                            |                                            |                                            |                                            |                                            |  |  |                                        |                                        |                                        |                                        |                                        |                                        |  |  |                      |                      |                      |                      |                      |                      |  |  |  |  |  |  |  |  |  |  |  |  |  |  |  |  |
|                       |                       |                       |                       |                       |                       |  |  |                         |                         |                         |                         |                         |                         |  |  |                                                  |                                                  |                                                  |                                                  |                                                  |                                                  |  |  |                                                                   |                                                           |                                                           |                                                           |                                                           |                                                           |  |  |                                            |                                            |                                            |                                            |                                            |                                            |  |  |                                        |                                        |                                        |                                        |                                        |                                        |  |  |                      |                      |                      |                      |                      |                      |  |  |  |  |  |  |  |  |  |  |  |  |  |  |  |  |
|                       |                       |                       |                       |                       |                       |  |  |                         |                         |                         |                         |                         |                         |  |  |                                                  |                                                  |                                                  |                                                  |                                                  |                                                  |  |  | Hành Phụ                                                          |                                                           |                                                           |                                                           |                                                           |                                                           |  |  |                                            |                                            |                                            |                                            |                                            |                                            |  |  |                                        |                                        |                                        |                                        |                                        |                                        |  |  |                      |                      |                      |                      |                      |                      |  |  |  |  |  |  |  |  |  |  |  |  |  |  |  |  |
|                       |                       |                       |                       |                       |                       |  |  |                         |                         |                         |                         |                         |                         |  |  |                                                  |                                                  |                                                  |                                                  |                                                  |                                                  |  |  |                                                                   |                                                           |                                                           |                                                           |                                                           |                                                           |  |  |                                            |                                            |                                            |                                            |                                            |                                            |  |  |                                        |                                        |                                        |                                        |                                        |                                        |  |  |                      |                      |                      |                      |                      |                      |  |  |  |  |  |  |  |  |  |  |  |  |  |  |  |  |
|                       |                       |                       |                       |                       |                       |  |  |                         |                         |                         |                         |                         |                         |  |  |                                                  |                                                  |                                                  |                                                  |                                                  |                                                  |  |  | Tạo Phụ                                                           |                                                           |                                                           |                                                           |                                                           |                                                           |  |  |                                            |                                            |                                            |                                            |                                            |                                            |  |  |                                        |                                        |                                        |                                        |                                        |                                        |  |  |                      |                      |                      |                      |                      |                      |  |  |  |  |  |  |  |  |  |  |  |  |  |  |  |  |
|                       |                       |                       |                       |                       |                       |  |  |                         |                         |                         |                         |                         |                         |  |  |                                                  |                                                  |                                                  |                                                  |                                                  |                                                  |  |  |                                                                   |                                                           |                                                           |                                                           |                                                           |                                                           |  |  |                                            |                                            |                                            |                                            |                                            |                                            |  |  |                                        |                                        |                                        |                                        |                                        |                                        |  |  |                      |                      |                      |                      |                      |                      |  |  |  |  |  |  |  |  |  |  |  |  |  |  |  |  |
|                       |                       |                       |                       |                       |                       |  |  |                         |                         |                         |                         |                         |                         |  |  |                                                  |                                                  |                                                  |                                                  |                                                  |                                                  |  |  | □                                                                 |                                                           |                                                           |                                                           |                                                           |                                                           |  |  |                                            |                                            |                                            |                                            |                                            |                                            |  |  |                                        |                                        |                                        |                                        |                                        |                                        |  |  |                      |                      |                      |                      |                      |                      |  |  |  |  |  |  |  |  |  |  |  |  |  |  |  |  |
|                       |                       |                       |                       |                       |                       |  |  |                         |                         |                         |                         |                         |                         |  |  |                                                  |                                                  |                                                  |                                                  |                                                  |                                                  |  |  |                                                                   |                                                           |                                                           |                                                           |                                                           |                                                           |  |  |                                            |                                            |                                            |                                            |                                            |                                            |  |  |                                        |                                        |                                        |                                        |                                        |                                        |  |  |                      |                      |                      |                      |                      |                      |  |  |  |  |  |  |  |  |  |  |  |  |  |  |  |  |
|                       |                       |                       |                       |                       |                       |  |  |                         |                         |                         |                         |                         |                         |  |  |                                                  |                                                  |                                                  |                                                  |                                                  |                                                  |  |  | □                                                                 |                                                           |                                                           |                                                           |                                                           |                                                           |  |  |                                            |                                            |                                            |                                            |                                            |                                            |  |  |                                        |                                        |                                        |                                        |                                        |                                        |  |  |                      |                      |                      |                      |                      |                      |  |  |  |  |  |  |  |  |  |  |  |  |  |  |  |  |
|                       |                       |                       |                       |                       |                       |  |  |                         |                         |                         |                         |                         |                         |  |  |                                                  |                                                  |                                                  |                                                  |                                                  |                                                  |  |  |                                                                   |                                                           |                                                           |                                                           |                                                           |                                                           |  |  |                                            |                                            |                                            |                                            |                                            |                                            |  |  |                                        |                                        |                                        |                                        |                                        |                                        |  |  |                      |                      |                      |                      |                      |                      |  |  |  |  |  |  |  |  |  |  |  |  |  |  |  |  |
|                       |                       |                       |                       |                       |                       |  |  |                         |                         |                         |                         |                         |                         |  |  |                                                  |                                                  |                                                  |                                                  |                                                  |                                                  |  |  | □                                                                 |                                                           |                                                           |                                                           |                                                           |                                                           |  |  |                                            |                                            |                                            |                                            |                                            |                                            |  |  |                                        |                                        |                                        |                                        |                                        |                                        |  |  |                      |                      |                      |                      |                      |                      |  |  |  |  |  |  |  |  |  |  |  |  |  |  |  |  |
|                       |                       |                       |                       |                       |                       |  |  |                         |                         |                         |                         |                         |                         |  |  |                                                  |                                                  |                                                  |                                                  |                                                  |                                                  |  |  |                                                                   |                                                           |                                                           |                                                           |                                                           |                                                           |  |  |                                            |                                            |                                            |                                            |                                            |                                            |  |  |                                        |                                        |                                        |                                        |                                        |                                        |  |  |                      |                      |                      |                      |                      |                      |  |  |  |  |  |  |  |  |  |  |  |  |  |  |  |  |
|                       |                       |                       |                       |                       |                       |  |  |                         |                         |                         |                         |                         |                         |  |  |                                                  |                                                  |                                                  |                                                  |                                                  |                                                  |  |  | □                                                                 |                                                           |                                                           |                                                           |                                                           |                                                           |  |  |                                            |                                            |                                            |                                            |                                            |                                            |  |  |                                        |                                        |                                        |                                        |                                        |                                        |  |  |                      |                      |                      |                      |                      |                      |  |  |  |  |  |  |  |  |  |  |  |  |  |  |  |  |
|                       |                       |                       |                       |                       |                       |  |  |                         |                         |                         |                         |                         |                         |  |  |                                                  |                                                  |                                                  |                                                  |                                                  |                                                  |  |  |                                                                   |                                                           |                                                           |                                                           |                                                           |                                                           |  |  |                                            |                                            |                                            |                                            |                                            |                                            |  |  |                                        |                                        |                                        |                                        |                                        |                                        |  |  |                      |                      |                      |                      |                      |                      |  |  |  |  |  |  |  |  |  |  |  |  |  |  |  |  |
|                       |                       |                       |                       |                       |                       |  |  |                         |                         |                         |                         |                         |                         |  |  |                                                  |                                                  |                                                  |                                                  |                                                  |                                                  |  |  | □                                                                 |                                                           |                                                           |                                                           |                                                           |                                                           |  |  |                                            |                                            |                                            |                                            |                                            |                                            |  |  |                                        |                                        |                                        |                                        |                                        |                                        |  |  |                      |                      |                      |                      |                      |                      |  |  |  |  |  |  |  |  |  |  |  |  |  |  |  |  |
|                       |                       |                       |                       |                       |                       |  |  |                         |                         |                         |                         |                         |                         |  |  |                                                  |                                                  |                                                  |                                                  |                                                  |                                                  |  |  |                                                                   |                                                           |                                                           |                                                           |                                                           |                                                           |  |  |                                            |                                            |                                            |                                            |                                            |                                            |  |  |                                        |                                        |                                        |                                        |                                        |                                        |  |  |                      |                      |                      |                      |                      |                      |  |  |  |  |  |  |  |  |  |  |  |  |  |  |  |  |
|                       |                       |                       |                       |                       |                       |  |  |                         |                         |                         |                         |                         |                         |  |  |                                                  |                                                  |                                                  |                                                  |                                                  |                                                  |  |  | Yêm Phụ                                                           |                                                           |                                                           |                                                           |                                                           |                                                           |  |  |                                            |                                            |                                            |                                            |                                            |                                            |  |  |                                        |                                        |                                        |                                        |                                        |                                        |  |  |                      |                      |                      |                      |                      |                      |  |  |  |  |  |  |  |  |  |  |  |  |  |  |  |  |
|                       |                       |                       |                       |                       |                       |  |  |                         |                         |                         |                         |                         |                         |  |  |                                                  |                                                  |                                                  |                                                  |                                                  |                                                  |  |  |                                                                   |                                                           |                                                           |                                                           |                                                           |                                                           |  |  |                                            |                                            |                                            |                                            |                                            |                                            |  |  |                                        |                                        |                                        |                                        |                                        |                                        |  |  |                      |                      |                      |                      |                      |                      |  |  |  |  |  |  |  |  |  |  |  |  |  |  |  |  |
|                       |                       |                       |                       |                       |                       |  |  |                         |                         |                         |                         |                         |                         |  |  |                                                  |                                                  |                                                  |                                                  |                                                  |                                                  |  |  | (1)Thúc Đái                                                       |                                                           |                                                           |                                                           |                                                           |                                                           |  |  |                                            |                                            |                                            |                                            |                                            |                                            |  |  |                                        |                                        |                                        |                                        |                                        |                                        |  |  |                      |                      |                      |                      |                      |                      |  |  |  |  |  |  |  |  |  |  |  |  |  |  |  |  |
|                       |                       |                       |                       |                       |                       |  |  |                         |                         |                         |                         |                         |                         |  |  |                                                  |                                                  |                                                  |                                                  |                                                  |                                                  |  |  |                                                                   |                                                           |                                                           |                                                           |                                                           |                                                           |  |  |                                            |                                            |                                            |                                            |                                            |                                            |  |  |                                        |                                        |                                        |                                        |                                        |                                        |  |  |                      |                      |                      |                      |                      |                      |  |  |  |  |  |  |  |  |  |  |  |  |  |  |  |  |
|                       |                       |                       |                       |                       |                       |  |  |                         |                         |                         |                         |                         |                         |  |  |                                                  |                                                  |                                                  |                                                  |                                                  |                                                  |  |  | □                                                                 |                                                           |                                                           |                                                           |                                                           |                                                           |  |  |                                            |                                            |                                            |                                            |                                            |                                            |  |  |                                        |                                        |                                        |                                        |                                        |                                        |  |  |                      |                      |                      |                      |                      |                      |  |  |  |  |  |  |  |  |  |  |  |  |  |  |  |  |
|                       |                       |                       |                       |                       |                       |  |  |                         |                         |                         |                         |                         |                         |  |  |                                                  |                                                  |                                                  |                                                  |                                                  |                                                  |  |  |                                                                   |                                                           |                                                           |                                                           |                                                           |                                                           |  |  |                                            |                                            |                                            |                                            |                                            |                                            |  |  |                                        |                                        |                                        |                                        |                                        |                                        |  |  |                      |                      |                      |                      |                      |                      |  |  |  |  |  |  |  |  |  |  |  |  |  |  |  |  |
|                       |                       |                       |                       |                       |                       |  |  |                         |                         |                         |                         |                         |                         |  |  |                                                  |                                                  |                                                  |                                                  |                                                  |                                                  |  |  | □                                                                 |                                                           |                                                           |                                                           |                                                           |                                                           |  |  |                                            |                                            |                                            |                                            |                                            |                                            |  |  |                                        |                                        |                                        |                                        |                                        |                                        |  |  |                      |                      |                      |                      |                      |                      |  |  |  |  |  |  |  |  |  |  |  |  |  |  |  |  |
|                       |                       |                       |                       |                       |                       |  |  |                         |                         |                         |                         |                         |                         |  |  |                                                  |                                                  |                                                  |                                                  |                                                  |                                                  |  |  |                                                                   |                                                           |                                                           |                                                           |                                                           |                                                           |  |  |                                            |                                            |                                            |                                            |                                            |                                            |  |  |                                        |                                        |                                        |                                        |                                        |                                        |  |  |                      |                      |                      |                      |                      |                      |  |  |  |  |  |  |  |  |  |  |  |  |  |  |  |  |
|                       |                       |                       |                       |                       |                       |  |  |                         |                         |                         |                         |                         |                         |  |  |                                                  |                                                  |                                                  |                                                  |                                                  |                                                  |  |  | (4)Công Minh                                                      |                                                           |                                                           |                                                           |                                                           |                                                           |  |  |                                            |                                            |                                            |                                            |                                            |                                            |  |  |                                        |                                        |                                        |                                        |                                        |                                        |  |  |                      |                      |                      |                      |                      |                      |  |  |  |  |  |  |  |  |  |  |  |  |  |  |  |  |
|                       |                       |                       |                       |                       |                       |  |  |                         |                         |                         |                         |                         |                         |  |  |                                                  |                                                  |                                                  |                                                  |                                                  |                                                  |  |  |                                                                   |                                                           |                                                           |                                                           |                                                           |                                                           |  |  |                                            |                                            |                                            |                                            |                                            |                                            |  |  |                                        |                                        |                                        |                                        |                                        |                                        |  |  |                      |                      |                      |                      |                      |                      |  |  |  |  |  |  |  |  |  |  |  |  |  |  |  |  |
|                       |                       |                       |                       |                       |                       |  |  |                         |                         |                         |                         |                         |                         |  |  |                                                  |                                                  |                                                  |                                                  |                                                  |                                                  |  |  |                                                                   |                                                           |                                                           |                                                           |                                                           |                                                           |  |  |                                            |                                            |                                            |                                            |                                            |                                            |  |  |                                        |                                        |                                        |                                        |                                        |                                        |  |  |                      |                      |                      |                      |                      |                      |  |  |  |  |  |  |  |  |  |  |  |  |  |  |  |  |
|                       |                       |                       |                       |                       |                       |  |  | (5)Triệu Túc Cảnh thị   | (5)Triệu Túc Cảnh thị   | (5)Triệu Túc Cảnh thị   | (5)Triệu Túc Cảnh thị   | (5)Triệu Túc Cảnh thị   | (5)Triệu Túc Cảnh thị   |  |  |                                                  |                                                  |                                                  |                                                  |                                                  |                                                  |  |  | (6)Triệu Thành tử Triệu Thôi ?-622 TCN                            | (6)Triệu Thành tử Triệu Thôi ?-622 TCN                    | (6)Triệu Thành tử Triệu Thôi ?-622 TCN                    | (6)Triệu Thành tử Triệu Thôi ?-622 TCN                    | (6)Triệu Thành tử Triệu Thôi ?-622 TCN                    | (6)Triệu Thành tử Triệu Thôi ?-622 TCN                    |  |  |                                            |                                            |                                            |                                            |                                            |                                            |  |  |                                        |                                        |                                        |                                        |                                        |                                        |  |  |                      |                      |                      |                      |                      |                      |  |  |  |  |  |  |  |  |  |  |  |  |  |  |  |  |
|                       |                       |                       |                       |                       |                       |  |  | (5)Triệu Túc Cảnh thị   | (5)Triệu Túc Cảnh thị   | (5)Triệu Túc Cảnh thị   | (5)Triệu Túc Cảnh thị   | (5)Triệu Túc Cảnh thị   | (5)Triệu Túc Cảnh thị   |  |  |                                                  |                                                  |                                                  |                                                  |                                                  |                                                  |  |  | (6)Triệu Thành tử Triệu Thôi ?-622 TCN                            | (6)Triệu Thành tử Triệu Thôi ?-622 TCN                    | (6)Triệu Thành tử Triệu Thôi ?-622 TCN                    | (6)Triệu Thành tử Triệu Thôi ?-622 TCN                    | (6)Triệu Thành tử Triệu Thôi ?-622 TCN                    | (6)Triệu Thành tử Triệu Thôi ?-622 TCN                    |  |  |                                            |                                            |                                            |                                            |                                            |                                            |  |  |                                        |                                        |                                        |                                        |                                        |                                        |  |  |                      |                      |                      |                      |                      |                      |  |  |  |  |  |  |  |  |  |  |  |  |  |  |  |  |
|                       |                       |                       |                       |                       |                       |  |  |                         |                         |                         |                         |                         |                         |  |  |                                                  |                                                  |                                                  |                                                  |                                                  |                                                  |  |  |                                                                   |                                                           |                                                           |                                                           |                                                           |                                                           |  |  |                                            |                                            |                                            |                                            |                                            |                                            |  |  |                                        |                                        |                                        |                                        |                                        |                                        |  |  |                      |                      |                      |                      |                      |                      |  |  |  |  |  |  |  |  |  |  |  |  |  |  |  |  |
|                       |                       |                       |                       |                       |                       |  |  | Cung Mạnh               | Cung Mạnh               | Cung Mạnh               | Cung Mạnh               | Cung Mạnh               | Cung Mạnh               |  |  |                                                  |                                                  |                                                  |                                                  |                                                  |                                                  |  |  | (7)Triệu Tuyên tử Triệu Thuẫn ?-601 TCN                           | (7)Triệu Tuyên tử Triệu Thuẫn ?-601 TCN                   | (7)Triệu Tuyên tử Triệu Thuẫn ?-601 TCN                   | (7)Triệu Tuyên tử Triệu Thuẫn ?-601 TCN                   | (7)Triệu Tuyên tử Triệu Thuẫn ?-601 TCN                   | (7)Triệu Tuyên tử Triệu Thuẫn ?-601 TCN                   |  |  | Triệu Đồng Nguyên thị ?-583                | Triệu Đồng Nguyên thị ?-583                | Triệu Đồng Nguyên thị ?-583                | Triệu Đồng Nguyên thị ?-583                | Triệu Đồng Nguyên thị ?-583                | Triệu Đồng Nguyên thị ?-583                |  |  | (8)Triệu Quát Bình thị ?-583 TCN       | (8)Triệu Quát Bình thị ?-583 TCN       | (8)Triệu Quát Bình thị ?-583 TCN       | (8)Triệu Quát Bình thị ?-583 TCN       | (8)Triệu Quát Bình thị ?-583 TCN       | (8)Triệu Quát Bình thị ?-583 TCN       |  |  | Triệu Anh Tề Lâu thị | Triệu Anh Tề Lâu thị | Triệu Anh Tề Lâu thị | Triệu Anh Tề Lâu thị | Triệu Anh Tề Lâu thị | Triệu Anh Tề Lâu thị |  |  |  |  |  |  |  |  |  |  |  |  |  |  |  |  |
|                       |                       |                       |                       |                       |                       |  |  | Cung Mạnh               | Cung Mạnh               | Cung Mạnh               | Cung Mạnh               | Cung Mạnh               | Cung Mạnh               |  |  |                                                  |                                                  |                                                  |                                                  |                                                  |                                                  |  |  | (7)Triệu Tuyên tử Triệu Thuẫn ?-601 TCN                           | (7)Triệu Tuyên tử Triệu Thuẫn ?-601 TCN                   | (7)Triệu Tuyên tử Triệu Thuẫn ?-601 TCN                   | (7)Triệu Tuyên tử Triệu Thuẫn ?-601 TCN                   | (7)Triệu Tuyên tử Triệu Thuẫn ?-601 TCN                   | (7)Triệu Tuyên tử Triệu Thuẫn ?-601 TCN                   |  |  | Triệu Đồng Nguyên thị ?-583                | Triệu Đồng Nguyên thị ?-583                | Triệu Đồng Nguyên thị ?-583                | Triệu Đồng Nguyên thị ?-583                | Triệu Đồng Nguyên thị ?-583                | Triệu Đồng Nguyên thị ?-583                |  |  | (8)Triệu Quát Bình thị ?-583 TCN       | (8)Triệu Quát Bình thị ?-583 TCN       | (8)Triệu Quát Bình thị ?-583 TCN       | (8)Triệu Quát Bình thị ?-583 TCN       | (8)Triệu Quát Bình thị ?-583 TCN       | (8)Triệu Quát Bình thị ?-583 TCN       |  |  | Triệu Anh Tề Lâu thị | Triệu Anh Tề Lâu thị | Triệu Anh Tề Lâu thị | Triệu Anh Tề Lâu thị | Triệu Anh Tề Lâu thị | Triệu Anh Tề Lâu thị |  |  |  |  |  |  |  |  |  |  |  |  |  |  |  |  |
|                       |                       |                       |                       |                       |                       |  |  |                         |                         |                         |                         |                         |                         |  |  |                                                  |                                                  |                                                  |                                                  |                                                  |                                                  |  |  |                                                                   |                                                           |                                                           |                                                           |                                                           |                                                           |  |  |                                            |                                            |                                            |                                            |                                            |                                            |  |  |                                        |                                        |                                        |                                        |                                        |                                        |  |  |                      |                      |                      |                      |                      |                      |  |  |  |  |  |  |  |  |  |  |  |  |  |  |  |  |
|                       |                       |                       |                       |                       |                       |  |  | Triệu Xuyên Hàm Đan thị | Triệu Xuyên Hàm Đan thị | Triệu Xuyên Hàm Đan thị | Triệu Xuyên Hàm Đan thị | Triệu Xuyên Hàm Đan thị | Triệu Xuyên Hàm Đan thị |  |  | thúc phụ của Triệu Chiên                         | thúc phụ của Triệu Chiên                         | thúc phụ của Triệu Chiên                         | thúc phụ của Triệu Chiên                         | thúc phụ của Triệu Chiên                         | thúc phụ của Triệu Chiên                         |  |  | Triệu Trang tử Triệu Sóc ?-597 TCN                                | Triệu Trang tử Triệu Sóc ?-597 TCN                        | Triệu Trang tử Triệu Sóc ?-597 TCN                        | Triệu Trang tử Triệu Sóc ?-597 TCN                        | Triệu Trang tử Triệu Sóc ?-597 TCN                        | Triệu Trang tử Triệu Sóc ?-597 TCN                        |  |  |                                            |                                            |                                            |                                            |                                            |                                            |  |  |                                        |                                        |                                        |                                        |                                        |                                        |  |  |                      |                      |                      |                      |                      |                      |  |  |  |  |  |  |  |  |  |  |  |  |  |  |  |  |
|                       |                       |                       |                       |                       |                       |  |  | Triệu Xuyên Hàm Đan thị | Triệu Xuyên Hàm Đan thị | Triệu Xuyên Hàm Đan thị | Triệu Xuyên Hàm Đan thị | Triệu Xuyên Hàm Đan thị | Triệu Xuyên Hàm Đan thị |  |  | thúc phụ của Triệu Chiên                         | thúc phụ của Triệu Chiên                         | thúc phụ của Triệu Chiên                         | thúc phụ của Triệu Chiên                         | thúc phụ của Triệu Chiên                         | thúc phụ của Triệu Chiên                         |  |  | Triệu Trang tử Triệu Sóc ?-597 TCN                                | Triệu Trang tử Triệu Sóc ?-597 TCN                        | Triệu Trang tử Triệu Sóc ?-597 TCN                        | Triệu Trang tử Triệu Sóc ?-597 TCN                        | Triệu Trang tử Triệu Sóc ?-597 TCN                        | Triệu Trang tử Triệu Sóc ?-597 TCN                        |  |  |                                            |                                            |                                            |                                            |                                            |                                            |  |  |                                        |                                        |                                        |                                        |                                        |                                        |  |  |                      |                      |                      |                      |                      |                      |  |  |  |  |  |  |  |  |  |  |  |  |  |  |  |  |
|                       |                       |                       |                       |                       |                       |  |  |                         |                         |                         |                         |                         |                         |  |  |                                                  |                                                  |                                                  |                                                  |                                                  |                                                  |  |  |                                                                   |                                                           |                                                           |                                                           |                                                           |                                                           |  |  |                                            |                                            |                                            |                                            |                                            |                                            |  |  |                                        |                                        |                                        |                                        |                                        |                                        |  |  |                      |                      |                      |                      |                      |                      |  |  |  |  |  |  |  |  |  |  |  |  |  |  |  |  |
| huynh của Triệu Chiên | huynh của Triệu Chiên | huynh của Triệu Chiên | huynh của Triệu Chiên | huynh của Triệu Chiên | huynh của Triệu Chiên |  |  | Triệu Chiên             | Triệu Chiên             | Triệu Chiên             | Triệu Chiên             | Triệu Chiên             | Triệu Chiên             |  |  |                                                  |                                                  |                                                  |                                                  |                                                  |                                                  |  |  | (9)Triệu Văn tử Triệu Vũ ?-541 TCN                                | (9)Triệu Văn tử Triệu Vũ ?-541 TCN                        | (9)Triệu Văn tử Triệu Vũ ?-541 TCN                        | (9)Triệu Văn tử Triệu Vũ ?-541 TCN                        | (9)Triệu Văn tử Triệu Vũ ?-541 TCN                        | (9)Triệu Văn tử Triệu Vũ ?-541 TCN                        |  |  |                                            |                                            |                                            |                                            |                                            |                                            |  |  |                                        |                                        |                                        |                                        |                                        |                                        |  |  |                      |                      |                      |                      |                      |                      |  |  |  |  |  |  |  |  |  |  |  |  |  |  |  |  |
| huynh của Triệu Chiên | huynh của Triệu Chiên | huynh của Triệu Chiên | huynh của Triệu Chiên | huynh của Triệu Chiên | huynh của Triệu Chiên |  |  | Triệu Chiên             | Triệu Chiên             | Triệu Chiên             | Triệu Chiên             | Triệu Chiên             | Triệu Chiên             |  |  |                                                  |                                                  |                                                  |                                                  |                                                  |                                                  |  |  | (9)Triệu Văn tử Triệu Vũ ?-541 TCN                                | (9)Triệu Văn tử Triệu Vũ ?-541 TCN                        | (9)Triệu Văn tử Triệu Vũ ?-541 TCN                        | (9)Triệu Văn tử Triệu Vũ ?-541 TCN                        | (9)Triệu Văn tử Triệu Vũ ?-541 TCN                        | (9)Triệu Văn tử Triệu Vũ ?-541 TCN                        |  |  |                                            |                                            |                                            |                                            |                                            |                                            |  |  |                                        |                                        |                                        |                                        |                                        |                                        |  |  |                      |                      |                      |                      |                      |                      |  |  |  |  |  |  |  |  |  |  |  |  |  |  |  |  |
|                       |                       |                       |                       |                       |                       |  |  |                         |                         |                         |                         |                         |                         |  |  |                                                  |                                                  |                                                  |                                                  |                                                  |                                                  |  |  |                                                                   |                                                           |                                                           |                                                           |                                                           |                                                           |  |  |                                            |                                            |                                            |                                            |                                            |                                            |  |  |                                        |                                        |                                        |                                        |                                        |                                        |  |  |                      |                      |                      |                      |                      |                      |  |  |  |  |  |  |  |  |  |  |  |  |  |  |  |  |
|                       |                       |                       |                       |                       |                       |  |  | Triệu Thắng             | Triệu Thắng             | Triệu Thắng             | Triệu Thắng             | Triệu Thắng             | Triệu Thắng             |  |  | Triệu Hoạch                                      | Triệu Hoạch                                      | Triệu Hoạch                                      | Triệu Hoạch                                      | Triệu Hoạch                                      | Triệu Hoạch                                      |  |  | (10)Triệu Cảnh tử Triệu Thành ?-518                               | (10)Triệu Cảnh tử Triệu Thành ?-518                       | (10)Triệu Cảnh tử Triệu Thành ?-518                       | (10)Triệu Cảnh tử Triệu Thành ?-518                       | (10)Triệu Cảnh tử Triệu Thành ?-518                       | (10)Triệu Cảnh tử Triệu Thành ?-518                       |  |  |                                            |                                            |                                            |                                            |                                            |                                            |  |  |                                        |                                        |                                        |                                        |                                        |                                        |  |  |                      |                      |                      |                      |                      |                      |  |  |  |  |  |  |  |  |  |  |  |  |  |  |  |  |
|                       |                       |                       |                       |                       |                       |  |  | Triệu Thắng             | Triệu Thắng             | Triệu Thắng             | Triệu Thắng             | Triệu Thắng             | Triệu Thắng             |  |  | Triệu Hoạch                                      | Triệu Hoạch                                      | Triệu Hoạch                                      | Triệu Hoạch                                      | Triệu Hoạch                                      | Triệu Hoạch                                      |  |  | (10)Triệu Cảnh tử Triệu Thành ?-518                               | (10)Triệu Cảnh tử Triệu Thành ?-518                       | (10)Triệu Cảnh tử Triệu Thành ?-518                       | (10)Triệu Cảnh tử Triệu Thành ?-518                       | (10)Triệu Cảnh tử Triệu Thành ?-518                       | (10)Triệu Cảnh tử Triệu Thành ?-518                       |  |  |                                            |                                            |                                            |                                            |                                            |                                            |  |  |                                        |                                        |                                        |                                        |                                        |                                        |  |  |                      |                      |                      |                      |                      |                      |  |  |  |  |  |  |  |  |  |  |  |  |  |  |  |  |
|                       |                       |                       |                       |                       |                       |  |  |                         |                         |                         |                         |                         |                         |  |  |                                                  |                                                  |                                                  |                                                  |                                                  |                                                  |  |  |                                                                   |                                                           |                                                           |                                                           |                                                           |                                                           |  |  |                                            |                                            |                                            |                                            |                                            |                                            |  |  |                                        |                                        |                                        |                                        |                                        |                                        |  |  |                      |                      |                      |                      |                      |                      |  |  |  |  |  |  |  |  |  |  |  |  |  |  |  |  |
| Triệu Ngọ ?-497 TCN   | Triệu Ngọ ?-497 TCN   | Triệu Ngọ ?-497 TCN   | Triệu Ngọ ?-497 TCN   | Triệu Ngọ ?-497 TCN   | Triệu Ngọ ?-497 TCN   |  |  | □                       | □                       | □                       | □                       | □                       | □                       |  |  |                                                  |                                                  |                                                  |                                                  |                                                  |                                                  |  |  | (11)Triệu Giản tử Triệu Ưởng ?-476                                | (11)Triệu Giản tử Triệu Ưởng ?-476                        | (11)Triệu Giản tử Triệu Ưởng ?-476                        | (11)Triệu Giản tử Triệu Ưởng ?-476                        | (11)Triệu Giản tử Triệu Ưởng ?-476                        | (11)Triệu Giản tử Triệu Ưởng ?-476                        |  |  |                                            |                                            |                                            |                                            |                                            |                                            |  |  |                                        |                                        |                                        |                                        |                                        |                                        |  |  |                      |                      |                      |                      |                      |                      |  |  |  |  |  |  |  |  |  |  |  |  |  |  |  |  |
| Triệu Ngọ ?-497 TCN   | Triệu Ngọ ?-497 TCN   | Triệu Ngọ ?-497 TCN   | Triệu Ngọ ?-497 TCN   | Triệu Ngọ ?-497 TCN   | Triệu Ngọ ?-497 TCN   |  |  | □                       | □                       | □                       | □                       | □                       | □                       |  |  |                                                  |                                                  |                                                  |                                                  |                                                  |                                                  |  |  | (11)Triệu Giản tử Triệu Ưởng ?-476                                | (11)Triệu Giản tử Triệu Ưởng ?-476                        | (11)Triệu Giản tử Triệu Ưởng ?-476                        | (11)Triệu Giản tử Triệu Ưởng ?-476                        | (11)Triệu Giản tử Triệu Ưởng ?-476                        | (11)Triệu Giản tử Triệu Ưởng ?-476                        |  |  |                                            |                                            |                                            |                                            |                                            |                                            |  |  |                                        |                                        |                                        |                                        |                                        |                                        |  |  |                      |                      |                      |                      |                      |                      |  |  |  |  |  |  |  |  |  |  |  |  |  |  |  |  |
|                       |                       |                       |                       |                       |                       |  |  |                         |                         |                         |                         |                         |                         |  |  |                                                  |                                                  |                                                  |                                                  |                                                  |                                                  |  |  |                                                                   |                                                           |                                                           |                                                           |                                                           |                                                           |  |  |                                            |                                            |                                            |                                            |                                            |                                            |  |  |                                        |                                        |                                        |                                        |                                        |                                        |  |  |                      |                      |                      |                      |                      |                      |  |  |  |  |  |  |  |  |  |  |  |  |  |  |  |  |
| Triệu Tắc             | Triệu Tắc             | Triệu Tắc             | Triệu Tắc             | Triệu Tắc             | Triệu Tắc             |  |  | □                       | □                       | □                       | □                       | □                       | □                       |  |  |                                                  |                                                  |                                                  |                                                  |                                                  |                                                  |  |  | Triệu Bá Lỗ                                                       | Triệu Bá Lỗ                                               | Triệu Bá Lỗ                                               | Triệu Bá Lỗ                                               | Triệu Bá Lỗ                                               | Triệu Bá Lỗ                                               |  |  | (12)Triệu Tương tử Triệu Vô Tuất ?-425 TCN | (12)Triệu Tương tử Triệu Vô Tuất ?-425 TCN | (12)Triệu Tương tử Triệu Vô Tuất ?-425 TCN | (12)Triệu Tương tử Triệu Vô Tuất ?-425 TCN | (12)Triệu Tương tử Triệu Vô Tuất ?-425 TCN | (12)Triệu Tương tử Triệu Vô Tuất ?-425 TCN |  |  |                                        |                                        |                                        |                                        |                                        |                                        |  |  |                      |                      |                      |                      |                      |                      |  |  |  |  |  |  |  |  |  |  |  |  |  |  |  |  |
| Triệu Tắc             | Triệu Tắc             | Triệu Tắc             | Triệu Tắc             | Triệu Tắc             | Triệu Tắc             |  |  | □                       | □                       | □                       | □                       | □                       | □                       |  |  |                                                  |                                                  |                                                  |                                                  |                                                  |                                                  |  |  | Triệu Bá Lỗ                                                       | Triệu Bá Lỗ                                               | Triệu Bá Lỗ                                               | Triệu Bá Lỗ                                               | Triệu Bá Lỗ                                               | Triệu Bá Lỗ                                               |  |  | (12)Triệu Tương tử Triệu Vô Tuất ?-425 TCN | (12)Triệu Tương tử Triệu Vô Tuất ?-425 TCN | (12)Triệu Tương tử Triệu Vô Tuất ?-425 TCN | (12)Triệu Tương tử Triệu Vô Tuất ?-425 TCN | (12)Triệu Tương tử Triệu Vô Tuất ?-425 TCN | (12)Triệu Tương tử Triệu Vô Tuất ?-425 TCN |  |  |                                        |                                        |                                        |                                        |                                        |                                        |  |  |                      |                      |                      |                      |                      |                      |  |  |  |  |  |  |  |  |  |  |  |  |  |  |  |  |
|                       |                       |                       |                       |                       |                       |  |  | Triệu Triêu             | Triệu Triêu             | Triệu Triêu             | Triệu Triêu             | Triệu Triêu             | Triệu Triêu             |  |  |                                                  |                                                  |                                                  |                                                  |                                                  |                                                  |  |  | Đại Thành quân Triệu Chu                                          | Đại Thành quân Triệu Chu                                  | Đại Thành quân Triệu Chu                                  | Đại Thành quân Triệu Chu                                  | Đại Thành quân Triệu Chu                                  | Đại Thành quân Triệu Chu                                  |  |  | (13)Triệu Hoàn tử Triệu Gia ?-424 TCN      | (13)Triệu Hoàn tử Triệu Gia ?-424 TCN      | (13)Triệu Hoàn tử Triệu Gia ?-424 TCN      | (13)Triệu Hoàn tử Triệu Gia ?-424 TCN      | (13)Triệu Hoàn tử Triệu Gia ?-424 TCN      | (13)Triệu Hoàn tử Triệu Gia ?-424 TCN      |  |  |                                        |                                        |                                        |                                        |                                        |                                        |  |  |                      |                      |                      |                      |                      |                      |  |  |  |  |  |  |  |  |  |  |  |  |  |  |  |  |
|                       |                       |                       |                       |                       |                       |  |  | Triệu Triêu             | Triệu Triêu             | Triệu Triêu             | Triệu Triêu             | Triệu Triêu             | Triệu Triêu             |  |  |                                                  |                                                  |                                                  |                                                  |                                                  |                                                  |  |  | Đại Thành quân Triệu Chu                                          | Đại Thành quân Triệu Chu                                  | Đại Thành quân Triệu Chu                                  | Đại Thành quân Triệu Chu                                  | Đại Thành quân Triệu Chu                                  | Đại Thành quân Triệu Chu                                  |  |  | (13)Triệu Hoàn tử Triệu Gia ?-424 TCN      | (13)Triệu Hoàn tử Triệu Gia ?-424 TCN      | (13)Triệu Hoàn tử Triệu Gia ?-424 TCN      | (13)Triệu Hoàn tử Triệu Gia ?-424 TCN      | (13)Triệu Hoàn tử Triệu Gia ?-424 TCN      | (13)Triệu Hoàn tử Triệu Gia ?-424 TCN      |  |  |                                        |                                        |                                        |                                        |                                        |                                        |  |  |                      |                      |                      |                      |                      |                      |  |  |  |  |  |  |  |  |  |  |  |  |  |  |  |  |
|                       |                       |                       |                       |                       |                       |  |  |                         |                         |                         |                         |                         |                         |  |  |                                                  |                                                  |                                                  |                                                  |                                                  |                                                  |  |  | (14)Triệu Hiến hầu Triệu Hoán ?-409 TCN                           |                                                           |                                                           |                                                           |                                                           |                                                           |  |  |                                            |                                            |                                            |                                            |                                            |                                            |  |  |                                        |                                        |                                        |                                        |                                        |                                        |  |  |                      |                      |                      |                      |                      |                      |  |  |  |  |  |  |  |  |  |  |  |  |  |  |  |  |
|                       |                       |                       |                       |                       |                       |  |  |                         |                         |                         |                         |                         |                         |  |  |                                                  |                                                  |                                                  |                                                  |                                                  |                                                  |  |  |                                                                   |                                                           |                                                           |                                                           |                                                           |                                                           |  |  |                                            |                                            |                                            |                                            |                                            |                                            |  |  |                                        |                                        |                                        |                                        |                                        |                                        |  |  |                      |                      |                      |                      |                      |                      |  |  |  |  |  |  |  |  |  |  |  |  |  |  |  |  |
|                       |                       |                       |                       |                       |                       |  |  |                         |                         |                         |                         |                         |                         |  |  |                                                  |                                                  |                                                  |                                                  |                                                  |                                                  |  |  |                                                                   |                                                           |                                                           |                                                           |                                                           |                                                           |  |  |                                            |                                            |                                            |                                            |                                            |                                            |  |  |                                        |                                        |                                        |                                        |                                        |                                        |  |  |                      |                      |                      |                      |                      |                      |  |  |  |  |  |  |  |  |  |  |  |  |  |  |  |  |
|                       |                       |                       |                       |                       |                       |  |  |                         |                         |                         |                         |                         |                         |  |  |                                                  |                                                  |                                                  |                                                  |                                                  |                                                  |  |  | Triệu Liệt hầu Triệu Tịch ?-409 TCN - 400 TCN                     | Triệu Liệt hầu Triệu Tịch ?-409 TCN - 400 TCN             | Triệu Liệt hầu Triệu Tịch ?-409 TCN - 400 TCN             | Triệu Liệt hầu Triệu Tịch ?-409 TCN - 400 TCN             | Triệu Liệt hầu Triệu Tịch ?-409 TCN - 400 TCN             | Triệu Liệt hầu Triệu Tịch ?-409 TCN - 400 TCN             |  |  | Triệu Vũ hầu ?-400 TCN - 387 TCN           | Triệu Vũ hầu ?-400 TCN - 387 TCN           | Triệu Vũ hầu ?-400 TCN - 387 TCN           | Triệu Vũ hầu ?-400 TCN - 387 TCN           | Triệu Vũ hầu ?-400 TCN - 387 TCN           | Triệu Vũ hầu ?-400 TCN - 387 TCN           |  |  |                                        |                                        |                                        |                                        |                                        |                                        |  |  |                      |                      |                      |                      |                      |                      |  |  |  |  |  |  |  |  |  |  |  |  |  |  |  |  |
|                       |                       |                       |                       |                       |                       |  |  |                         |                         |                         |                         |                         |                         |  |  |                                                  |                                                  |                                                  |                                                  |                                                  |                                                  |  |  | Triệu Liệt hầu Triệu Tịch ?-409 TCN - 400 TCN                     | Triệu Liệt hầu Triệu Tịch ?-409 TCN - 400 TCN             | Triệu Liệt hầu Triệu Tịch ?-409 TCN - 400 TCN             | Triệu Liệt hầu Triệu Tịch ?-409 TCN - 400 TCN             | Triệu Liệt hầu Triệu Tịch ?-409 TCN - 400 TCN             | Triệu Liệt hầu Triệu Tịch ?-409 TCN - 400 TCN             |  |  | Triệu Vũ hầu ?-400 TCN - 387 TCN           | Triệu Vũ hầu ?-400 TCN - 387 TCN           | Triệu Vũ hầu ?-400 TCN - 387 TCN           | Triệu Vũ hầu ?-400 TCN - 387 TCN           | Triệu Vũ hầu ?-400 TCN - 387 TCN           | Triệu Vũ hầu ?-400 TCN - 387 TCN           |  |  |                                        |                                        |                                        |                                        |                                        |                                        |  |  |                      |                      |                      |                      |                      |                      |  |  |  |  |  |  |  |  |  |  |  |  |  |  |  |  |
|                       |                       |                       |                       |                       |                       |  |  |                         |                         |                         |                         |                         |                         |  |  |                                                  |                                                  |                                                  |                                                  |                                                  |                                                  |  |  | Triệu Kính hầu Triệu Chương ?-387 TCN - 375 TCN                   | Triệu Kính hầu Triệu Chương ?-387 TCN - 375 TCN           | Triệu Kính hầu Triệu Chương ?-387 TCN - 375 TCN           | Triệu Kính hầu Triệu Chương ?-387 TCN - 375 TCN           | Triệu Kính hầu Triệu Chương ?-387 TCN - 375 TCN           | Triệu Kính hầu Triệu Chương ?-387 TCN - 375 TCN           |  |  | Công tử Triêu                              | Công tử Triêu                              | Công tử Triêu                              | Công tử Triêu                              | Công tử Triêu                              | Công tử Triêu                              |  |  |                                        |                                        |                                        |                                        |                                        |                                        |  |  |                      |                      |                      |                      |                      |                      |  |  |  |  |  |  |  |  |  |  |  |  |  |  |  |  |
|                       |                       |                       |                       |                       |                       |  |  |                         |                         |                         |                         |                         |                         |  |  |                                                  |                                                  |                                                  |                                                  |                                                  |                                                  |  |  | Triệu Kính hầu Triệu Chương ?-387 TCN - 375 TCN                   | Triệu Kính hầu Triệu Chương ?-387 TCN - 375 TCN           | Triệu Kính hầu Triệu Chương ?-387 TCN - 375 TCN           | Triệu Kính hầu Triệu Chương ?-387 TCN - 375 TCN           | Triệu Kính hầu Triệu Chương ?-387 TCN - 375 TCN           | Triệu Kính hầu Triệu Chương ?-387 TCN - 375 TCN           |  |  | Công tử Triêu                              | Công tử Triêu                              | Công tử Triêu                              | Công tử Triêu                              | Công tử Triêu                              | Công tử Triêu                              |  |  |                                        |                                        |                                        |                                        |                                        |                                        |  |  |                      |                      |                      |                      |                      |                      |  |  |  |  |  |  |  |  |  |  |  |  |  |  |  |  |
|                       |                       |                       |                       |                       |                       |  |  |                         |                         |                         |                         |                         |                         |  |  |                                                  |                                                  |                                                  |                                                  |                                                  |                                                  |  |  | Triệu Thành hầu Triệu Chủng ?-375 TCN - 350 TCN                   |                                                           |                                                           |                                                           |                                                           |                                                           |  |  |                                            |                                            |                                            |                                            |                                            |                                            |  |  |                                        |                                        |                                        |                                        |                                        |                                        |  |  |                      |                      |                      |                      |                      |                      |  |  |  |  |  |  |  |  |  |  |  |  |  |  |  |  |
|                       |                       |                       |                       |                       |                       |  |  |                         |                         |                         |                         |                         |                         |  |  |                                                  |                                                  |                                                  |                                                  |                                                  |                                                  |  |  |                                                                   |                                                           |                                                           |                                                           |                                                           |                                                           |  |  |                                            |                                            |                                            |                                            |                                            |                                            |  |  |                                        |                                        |                                        |                                        |                                        |                                        |  |  |                      |                      |                      |                      |                      |                      |  |  |  |  |  |  |  |  |  |  |  |  |  |  |  |  |
|                       |                       |                       |                       |                       |                       |  |  |                         |                         |                         |                         |                         |                         |  |  |                                                  |                                                  |                                                  |                                                  |                                                  |                                                  |  |  |                                                                   |                                                           |                                                           |                                                           |                                                           |                                                           |  |  |                                            |                                            |                                            |                                            |                                            |                                            |  |  |                                        |                                        |                                        |                                        |                                        |                                        |  |  |                      |                      |                      |                      |                      |                      |  |  |  |  |  |  |  |  |  |  |  |  |  |  |  |  |
|                       |                       |                       |                       |                       |                       |  |  |                         |                         |                         |                         |                         |                         |  |  |                                                  |                                                  |                                                  |                                                  |                                                  |                                                  |  |  | Triệu Túc hầu Triệu Ngữ ?-350 TCN - 326 TCN                       | Triệu Túc hầu Triệu Ngữ ?-350 TCN - 326 TCN               | Triệu Túc hầu Triệu Ngữ ?-350 TCN - 326 TCN               | Triệu Túc hầu Triệu Ngữ ?-350 TCN - 326 TCN               | Triệu Túc hầu Triệu Ngữ ?-350 TCN - 326 TCN               | Triệu Túc hầu Triệu Ngữ ?-350 TCN - 326 TCN               |  |  | An Bình quân Triệu Thành                   | An Bình quân Triệu Thành                   | An Bình quân Triệu Thành                   | An Bình quân Triệu Thành                   | An Bình quân Triệu Thành                   | An Bình quân Triệu Thành                   |  |  |                                        |                                        |                                        |                                        |                                        |                                        |  |  |                      |                      |                      |                      |                      |                      |  |  |  |  |  |  |  |  |  |  |  |  |  |  |  |  |
|                       |                       |                       |                       |                       |                       |  |  |                         |                         |                         |                         |                         |                         |  |  |                                                  |                                                  |                                                  |                                                  |                                                  |                                                  |  |  | Triệu Túc hầu Triệu Ngữ ?-350 TCN - 326 TCN                       | Triệu Túc hầu Triệu Ngữ ?-350 TCN - 326 TCN               | Triệu Túc hầu Triệu Ngữ ?-350 TCN - 326 TCN               | Triệu Túc hầu Triệu Ngữ ?-350 TCN - 326 TCN               | Triệu Túc hầu Triệu Ngữ ?-350 TCN - 326 TCN               | Triệu Túc hầu Triệu Ngữ ?-350 TCN - 326 TCN               |  |  | An Bình quân Triệu Thành                   | An Bình quân Triệu Thành                   | An Bình quân Triệu Thành                   | An Bình quân Triệu Thành                   | An Bình quân Triệu Thành                   | An Bình quân Triệu Thành                   |  |  |                                        |                                        |                                        |                                        |                                        |                                        |  |  |                      |                      |                      |                      |                      |                      |  |  |  |  |  |  |  |  |  |  |  |  |  |  |  |  |
|                       |                       |                       |                       |                       |                       |  |  |                         |                         |                         |                         |                         |                         |  |  |                                                  |                                                  |                                                  |                                                  |                                                  |                                                  |  |  | Triệu Vũ Linh vương Triệu Ung 340 TCN -326 TCN - 298 TCN -295 TCN |                                                           |                                                           |                                                           |                                                           |                                                           |  |  |                                            |                                            |                                            |                                            |                                            |                                            |  |  |                                        |                                        |                                        |                                        |                                        |                                        |  |  |                      |                      |                      |                      |                      |                      |  |  |  |  |  |  |  |  |  |  |  |  |  |  |  |  |
|                       |                       |                       |                       |                       |                       |  |  |                         |                         |                         |                         |                         |                         |  |  |                                                  |                                                  |                                                  |                                                  |                                                  |                                                  |  |  |                                                                   |                                                           |                                                           |                                                           |                                                           |                                                           |  |  |                                            |                                            |                                            |                                            |                                            |                                            |  |  |                                        |                                        |                                        |                                        |                                        |                                        |  |  |                      |                      |                      |                      |                      |                      |  |  |  |  |  |  |  |  |  |  |  |  |  |  |  |  |
|                       |                       |                       |                       |                       |                       |  |  |                         |                         |                         |                         |                         |                         |  |  |                                                  |                                                  |                                                  |                                                  |                                                  |                                                  |  |  |                                                                   |                                                           |                                                           |                                                           |                                                           |                                                           |  |  |                                            |                                            |                                            |                                            |                                            |                                            |  |  |                                        |                                        |                                        |                                        |                                        |                                        |  |  |                      |                      |                      |                      |                      |                      |  |  |  |  |  |  |  |  |  |  |  |  |  |  |  |  |
|                       |                       |                       |                       |                       |                       |  |  |                         |                         |                         |                         |                         |                         |  |  | An Dương quân Triệu Chương ?- 295 TCN            | An Dương quân Triệu Chương ?- 295 TCN            | An Dương quân Triệu Chương ?- 295 TCN            | An Dương quân Triệu Chương ?- 295 TCN            | An Dương quân Triệu Chương ?- 295 TCN            | An Dương quân Triệu Chương ?- 295 TCN            |  |  | Triệu Huệ Văn vương Triệu Hà 310 TCN-298 TCN - 266 TCN            | Triệu Huệ Văn vương Triệu Hà 310 TCN-298 TCN - 266 TCN    | Triệu Huệ Văn vương Triệu Hà 310 TCN-298 TCN - 266 TCN    | Triệu Huệ Văn vương Triệu Hà 310 TCN-298 TCN - 266 TCN    | Triệu Huệ Văn vương Triệu Hà 310 TCN-298 TCN - 266 TCN    | Triệu Huệ Văn vương Triệu Hà 310 TCN-298 TCN - 266 TCN    |  |  | Bình Dương quân Triệu Báo                  | Bình Dương quân Triệu Báo                  | Bình Dương quân Triệu Báo                  | Bình Dương quân Triệu Báo                  | Bình Dương quân Triệu Báo                  | Bình Dương quân Triệu Báo                  |  |  | Bình Nguyên quân Triệu Thăng ?-251 TCN | Bình Nguyên quân Triệu Thăng ?-251 TCN | Bình Nguyên quân Triệu Thăng ?-251 TCN | Bình Nguyên quân Triệu Thăng ?-251 TCN | Bình Nguyên quân Triệu Thăng ?-251 TCN | Bình Nguyên quân Triệu Thăng ?-251 TCN |  |  |                      |                      |                      |                      |                      |                      |  |  |  |  |  |  |  |  |  |  |  |  |  |  |  |  |
|                       |                       |                       |                       |                       |                       |  |  |                         |                         |                         |                         |                         |                         |  |  | An Dương quân Triệu Chương ?- 295 TCN            | An Dương quân Triệu Chương ?- 295 TCN            | An Dương quân Triệu Chương ?- 295 TCN            | An Dương quân Triệu Chương ?- 295 TCN            | An Dương quân Triệu Chương ?- 295 TCN            | An Dương quân Triệu Chương ?- 295 TCN            |  |  | Triệu Huệ Văn vương Triệu Hà 310 TCN-298 TCN - 266 TCN            | Triệu Huệ Văn vương Triệu Hà 310 TCN-298 TCN - 266 TCN    | Triệu Huệ Văn vương Triệu Hà 310 TCN-298 TCN - 266 TCN    | Triệu Huệ Văn vương Triệu Hà 310 TCN-298 TCN - 266 TCN    | Triệu Huệ Văn vương Triệu Hà 310 TCN-298 TCN - 266 TCN    | Triệu Huệ Văn vương Triệu Hà 310 TCN-298 TCN - 266 TCN    |  |  | Bình Dương quân Triệu Báo                  | Bình Dương quân Triệu Báo                  | Bình Dương quân Triệu Báo                  | Bình Dương quân Triệu Báo                  | Bình Dương quân Triệu Báo                  | Bình Dương quân Triệu Báo                  |  |  | Bình Nguyên quân Triệu Thăng ?-251 TCN | Bình Nguyên quân Triệu Thăng ?-251 TCN | Bình Nguyên quân Triệu Thăng ?-251 TCN | Bình Nguyên quân Triệu Thăng ?-251 TCN | Bình Nguyên quân Triệu Thăng ?-251 TCN | Bình Nguyên quân Triệu Thăng ?-251 TCN |  |  |                      |                      |                      |                      |                      |                      |  |  |  |  |  |  |  |  |  |  |  |  |  |  |  |  |
|                       |                       |                       |                       |                       |                       |  |  |                         |                         |                         |                         |                         |                         |  |  |                                                  |                                                  |                                                  |                                                  |                                                  |                                                  |  |  |                                                                   |                                                           |                                                           |                                                           |                                                           |                                                           |  |  |                                            |                                            |                                            |                                            |                                            |                                            |  |  |                                        |                                        |                                        |                                        |                                        |                                        |  |  |                      |                      |                      |                      |                      |                      |  |  |  |  |  |  |  |  |  |  |  |  |  |  |  |  |
|                       |                       |                       |                       |                       |                       |  |  |                         |                         |                         |                         |                         |                         |  |  |                                                  |                                                  |                                                  |                                                  |                                                  |                                                  |  |  | Triệu Hiếu Thành vương Triệu Đan ?-266 TCN - 245 TCN              | Triệu Hiếu Thành vương Triệu Đan ?-266 TCN - 245 TCN      | Triệu Hiếu Thành vương Triệu Đan ?-266 TCN - 245 TCN      | Triệu Hiếu Thành vương Triệu Đan ?-266 TCN - 245 TCN      | Triệu Hiếu Thành vương Triệu Đan ?-266 TCN - 245 TCN      | Triệu Hiếu Thành vương Triệu Đan ?-266 TCN - 245 TCN      |  |  | Trường An quân                             | Trường An quân                             | Trường An quân                             | Trường An quân                             | Trường An quân                             | Trường An quân                             |  |  | Lư Lăng quân                           | Lư Lăng quân                           | Lư Lăng quân                           | Lư Lăng quân                           | Lư Lăng quân                           | Lư Lăng quân                           |  |  |                      |                      |                      |                      |                      |                      |  |  |  |  |  |  |  |  |  |  |  |  |  |  |  |  |
|                       |                       |                       |                       |                       |                       |  |  |                         |                         |                         |                         |                         |                         |  |  |                                                  |                                                  |                                                  |                                                  |                                                  |                                                  |  |  | Triệu Hiếu Thành vương Triệu Đan ?-266 TCN - 245 TCN              | Triệu Hiếu Thành vương Triệu Đan ?-266 TCN - 245 TCN      | Triệu Hiếu Thành vương Triệu Đan ?-266 TCN - 245 TCN      | Triệu Hiếu Thành vương Triệu Đan ?-266 TCN - 245 TCN      | Triệu Hiếu Thành vương Triệu Đan ?-266 TCN - 245 TCN      | Triệu Hiếu Thành vương Triệu Đan ?-266 TCN - 245 TCN      |  |  | Trường An quân                             | Trường An quân                             | Trường An quân                             | Trường An quân                             | Trường An quân                             | Trường An quân                             |  |  | Lư Lăng quân                           | Lư Lăng quân                           | Lư Lăng quân                           | Lư Lăng quân                           | Lư Lăng quân                           | Lư Lăng quân                           |  |  |                      |                      |                      |                      |                      |                      |  |  |  |  |  |  |  |  |  |  |  |  |  |  |  |  |
|                       |                       |                       |                       |                       |                       |  |  |                         |                         |                         |                         |                         |                         |  |  |                                                  |                                                  |                                                  |                                                  |                                                  |                                                  |  |  | Triệu Điệu Tương vương Triệu Yển ?-245 TCN - 236 TCN              |                                                           |                                                           |                                                           |                                                           |                                                           |  |  |                                            |                                            |                                            |                                            |                                            |                                            |  |  |                                        |                                        |                                        |                                        |                                        |                                        |  |  |                      |                      |                      |                      |                      |                      |  |  |  |  |  |  |  |  |  |  |  |  |  |  |  |  |
|                       |                       |                       |                       |                       |                       |  |  |                         |                         |                         |                         |                         |                         |  |  |                                                  |                                                  |                                                  |                                                  |                                                  |                                                  |  |  |                                                                   |                                                           |                                                           |                                                           |                                                           |                                                           |  |  |                                            |                                            |                                            |                                            |                                            |                                            |  |  |                                        |                                        |                                        |                                        |                                        |                                        |  |  |                      |                      |                      |                      |                      |                      |  |  |  |  |  |  |  |  |  |  |  |  |  |  |  |  |
|                       |                       |                       |                       |                       |                       |  |  |                         |                         |                         |                         |                         |                         |  |  |                                                  |                                                  |                                                  |                                                  |                                                  |                                                  |  |  |                                                                   |                                                           |                                                           |                                                           |                                                           |                                                           |  |  |                                            |                                            |                                            |                                            |                                            |                                            |  |  |                                        |                                        |                                        |                                        |                                        |                                        |  |  |                      |                      |                      |                      |                      |                      |  |  |  |  |  |  |  |  |  |  |  |  |  |  |  |  |
|                       |                       |                       |                       |                       |                       |  |  |                         |                         |                         |                         |                         |                         |  |  | Đại vương Triệu Gia 250 TCN -228 TCN - 222 TCN-? | Đại vương Triệu Gia 250 TCN -228 TCN - 222 TCN-? | Đại vương Triệu Gia 250 TCN -228 TCN - 222 TCN-? | Đại vương Triệu Gia 250 TCN -228 TCN - 222 TCN-? | Đại vương Triệu Gia 250 TCN -228 TCN - 222 TCN-? | Đại vương Triệu Gia 250 TCN -228 TCN - 222 TCN-? |  |  | Triệu U Mục vương Triệu Thiên 245 TCN-236 TCN - 228 TCN-?         | Triệu U Mục vương Triệu Thiên 245 TCN-236 TCN - 228 TCN-? | Triệu U Mục vương Triệu Thiên 245 TCN-236 TCN - 228 TCN-? | Triệu U Mục vương Triệu Thiên 245 TCN-236 TCN - 228 TCN-? | Triệu U Mục vương Triệu Thiên 245 TCN-236 TCN - 228 TCN-? | Triệu U Mục vương Triệu Thiên 245 TCN-236 TCN - 228 TCN-? |  |  |                                            |                                            |                                            |                                            |                                            |                                            |  |  |                                        |                                        |                                        |                                        |                                        |                                        |  |  |                      |                      |                      |                      |                      |                      |  |  |  |  |  |  |  |  |  |  |  |  |  |  |  |  |

Từ thời Xuân Thu, dòng họ Triệu phục vụ cho nước Tấn đã được ban tước tử. Từ khi được Chu Uy Liệt Vương phong chư hầu thì thăng lên tước hầu, đến đời thứ 6 thì xưng vương.

### Thủ lĩnh họ Triệu
- Triệu Thành tử Triệu Thôi (?-622 TCN). con là Triệu Thuẫn
- Triệu Tuyên tử Triệu Thuẫn (621 TCN-601 TCN), con của Triệu Thôi. Các em là Triệu Đồng, Triệu Quát
- Triệu Trang tử Triệu Sóc (601 TCN-597 TCN). Con của Triệu Thuẫn, vợ là Trang Cơ con gái Tấn Thành công.
- Triệu Văn tử Triệu Vũ (?-541 TCN). Con của Triệu Sóc
- Triệu Cảnh tử Triệu Thành/Triệu Cảnh Thúc (540 TCN-518 TCN). Con của Triệu Vũ.
- Triệu Giản tử Triệu Ưởng (517 TCN-476 TCN). Con của Triệu Thành.
- Triệu Tương tử Triệu Vô Tuất (475 TCN-425 TCN). Con của Triệu Ưởng.
- Triệu Hoàn tử Triệu Gia (424 TCN-424 TCN). Con của Triệu Vô Tuất.
- Triệu Hiến tử Triệu Hoán (423 TCN-409 TCN). Cháu Triệu Gia (Ưởng sinh Triệu bá Lỗ và Vô Tuất. Lỗ sinh Chu, Chu sinh Hoán).

### Quân chủ nước Triệu
| Tước hiệu              | Họ tên       | Số năm trị vì | Thời gian       |
| ---------------------- | ------------ | ------------- | --------------- |
| Triệu Liệt hầu         | Triệu Tịch   | 9             | 408 TCN-400 TCN |
| Triệu Vũ hầu           |              | 13            | 399 TCN-387 TCN |
| Triệu Kính hầu         | Triệu Chương | 12            | 386 TCN-375 TCN |
| Triệu Thành hầu        | Triệu Chủng  | 25            | 374 TCN-350 TCN |
| Triệu Túc hầu          | Triệu Ngữ    | 24            | 349 TCN-326 TCN |
| Triệu Vũ Linh vương    | Triệu Ung    | 27            | 325 TCN-299 TCN |
| Triệu Huệ Văn vương    | Triệu Hà     | 33            | 298 TCN-266 TCN |
| Triệu Hiếu Thành vương | Triệu Đan    | 21            | 265 TCN-245 TCN |
| Triệu Điệu Tương vương | Triệu Yển    | 9             | 244 TCN-236 TCN |
| Triệu U Mục vương      | Triệu Thiên  | 8             | 235 TCN-228 TCN |
| Đại vương Gia          | Triệu Gia    | 6             | 227 TCN-222 TCN |

## Phả hệ
|                       |                       |                       |                       |                       |                       |  |  |                         |                         |                         |                         |                         |                         |  |  |                                                  |                                                  |                                                  |                                                  |                                                  |                                                  |  |  | Quý Thắng                                                         |                                                           |                                                           |                                                           |                                                           |                                                           |  |  |                                            |                                            |                                            |                                            |                                            |                                            |  |  |                                        |                                        |                                        |                                        |                                        |                                        |  |  |                      |                      |                      |                      |                      |                      |  |  |  |  |  |  |  |  |  |  |  |  |  |  |  |  |
|                       |                       |                       |                       |                       |                       |  |  |                         |                         |                         |                         |                         |                         |  |  |                                                  |                                                  |                                                  |                                                  |                                                  |                                                  |  |  |                                                                   |                                                           |                                                           |                                                           |                                                           |                                                           |  |  |                                            |                                            |                                            |                                            |                                            |                                            |  |  |                                        |                                        |                                        |                                        |                                        |                                        |  |  |                      |                      |                      |                      |                      |                      |  |  |  |  |  |  |  |  |  |  |  |  |  |  |  |  |
|                       |                       |                       |                       |                       |                       |  |  |                         |                         |                         |                         |                         |                         |  |  |                                                  |                                                  |                                                  |                                                  |                                                  |                                                  |  |  | Mạnh Tăng                                                         |                                                           |                                                           |                                                           |                                                           |                                                           |  |  |                                            |                                            |                                            |                                            |                                            |                                            |  |  |                                        |                                        |                                        |                                        |                                        |                                        |  |  |                      |                      |                      |                      |                      |                      |  |  |  |  |  |  |  |  |  |  |  |  |  |  |  |  |
|                       |                       |                       |                       |                       |                       |  |  |                         |                         |                         |                         |                         |                         |  |  |                                                  |                                                  |                                                  |                                                  |                                                  |                                                  |  |  |                                                                   |                                                           |                                                           |                                                           |                                                           |                                                           |  |  |                                            |                                            |                                            |                                            |                                            |                                            |  |  |                                        |                                        |                                        |                                        |                                        |                                        |  |  |                      |                      |                      |                      |                      |                      |  |  |  |  |  |  |  |  |  |  |  |  |  |  |  |  |
|                       |                       |                       |                       |                       |                       |  |  |                         |                         |                         |                         |                         |                         |  |  |                                                  |                                                  |                                                  |                                                  |                                                  |                                                  |  |  | Hành Phụ                                                          |                                                           |                                                           |                                                           |                                                           |                                                           |  |  |                                            |                                            |                                            |                                            |                                            |                                            |  |  |                                        |                                        |                                        |                                        |                                        |                                        |  |  |                      |                      |                      |                      |                      |                      |  |  |  |  |  |  |  |  |  |  |  |  |  |  |  |  |
|                       |                       |                       |                       |                       |                       |  |  |                         |                         |                         |                         |                         |                         |  |  |                                                  |                                                  |                                                  |                                                  |                                                  |                                                  |  |  |                                                                   |                                                           |                                                           |                                                           |                                                           |                                                           |  |  |                                            |                                            |                                            |                                            |                                            |                                            |  |  |                                        |                                        |                                        |                                        |                                        |                                        |  |  |                      |                      |                      |                      |                      |                      |  |  |  |  |  |  |  |  |  |  |  |  |  |  |  |  |
|                       |                       |                       |                       |                       |                       |  |  |                         |                         |                         |                         |                         |                         |  |  |                                                  |                                                  |                                                  |                                                  |                                                  |                                                  |  |  | Tạo Phụ                                                           |                                                           |                                                           |                                                           |                                                           |                                                           |  |  |                                            |                                            |                                            |                                            |                                            |                                            |  |  |                                        |                                        |                                        |                                        |                                        |                                        |  |  |                      |                      |                      |                      |                      |                      |  |  |  |  |  |  |  |  |  |  |  |  |  |  |  |  |
|                       |                       |                       |                       |                       |                       |  |  |                         |                         |                         |                         |                         |                         |  |  |                                                  |                                                  |                                                  |                                                  |                                                  |                                                  |  |  |                                                                   |                                                           |                                                           |                                                           |                                                           |                                                           |  |  |                                            |                                            |                                            |                                            |                                            |                                            |  |  |                                        |                                        |                                        |                                        |                                        |                                        |  |  |                      |                      |                      |                      |                      |                      |  |  |  |  |  |  |  |  |  |  |  |  |  |  |  |  |
|                       |                       |                       |                       |                       |                       |  |  |                         |                         |                         |                         |                         |                         |  |  |                                                  |                                                  |                                                  |                                                  |                                                  |                                                  |  |  | □                                                                 |                                                           |                                                           |                                                           |                                                           |                                                           |  |  |                                            |                                            |                                            |                                            |                                            |                                            |  |  |                                        |                                        |                                        |                                        |                                        |                                        |  |  |                      |                      |                      |                      |                      |                      |  |  |  |  |  |  |  |  |  |  |  |  |  |  |  |  |
|                       |                       |                       |                       |                       |                       |  |  |                         |                         |                         |                         |                         |                         |  |  |                                                  |                                                  |                                                  |                                                  |                                                  |                                                  |  |  |                                                                   |                                                           |                                                           |                                                           |                                                           |                                                           |  |  |                                            |                                            |                                            |                                            |                                            |                                            |  |  |                                        |                                        |                                        |                                        |                                        |                                        |  |  |                      |                      |                      |                      |                      |                      |  |  |  |  |  |  |  |  |  |  |  |  |  |  |  |  |
|                       |                       |                       |                       |                       |                       |  |  |                         |                         |                         |                         |                         |                         |  |  |                                                  |                                                  |                                                  |                                                  |                                                  |                                                  |  |  | □                                                                 |                                                           |                                                           |                                                           |                                                           |                                                           |  |  |                                            |                                            |                                            |                                            |                                            |                                            |  |  |                                        |                                        |                                        |                                        |                                        |                                        |  |  |                      |                      |                      |                      |                      |                      |  |  |  |  |  |  |  |  |  |  |  |  |  |  |  |  |
|                       |                       |                       |                       |                       |                       |  |  |                         |                         |                         |                         |                         |                         |  |  |                                                  |                                                  |                                                  |                                                  |                                                  |                                                  |  |  |                                                                   |                                                           |                                                           |                                                           |                                                           |                                                           |  |  |                                            |                                            |                                            |                                            |                                            |                                            |  |  |                                        |                                        |                                        |                                        |                                        |                                        |  |  |                      |                      |                      |                      |                      |                      |  |  |  |  |  |  |  |  |  |  |  |  |  |  |  |  |
|                       |                       |                       |                       |                       |                       |  |  |                         |                         |                         |                         |                         |                         |  |  |                                                  |                                                  |                                                  |                                                  |                                                  |                                                  |  |  | □                                                                 |                                                           |                                                           |                                                           |                                                           |                                                           |  |  |                                            |                                            |                                            |                                            |                                            |                                            |  |  |                                        |                                        |                                        |                                        |                                        |                                        |  |  |                      |                      |                      |                      |                      |                      |  |  |  |  |  |  |  |  |  |  |  |  |  |  |  |  |
|                       |                       |                       |                       |                       |                       |  |  |                         |                         |                         |                         |                         |                         |  |  |                                                  |                                                  |                                                  |                                                  |                                                  |                                                  |  |  |                                                                   |                                                           |                                                           |                                                           |                                                           |                                                           |  |  |                                            |                                            |                                            |                                            |                                            |                                            |  |  |                                        |                                        |                                        |                                        |                                        |                                        |  |  |                      |                      |                      |                      |                      |                      |  |  |  |  |  |  |  |  |  |  |  |  |  |  |  |  |
|                       |                       |                       |                       |                       |                       |  |  |                         |                         |                         |                         |                         |                         |  |  |                                                  |                                                  |                                                  |                                                  |                                                  |                                                  |  |  | □                                                                 |                                                           |                                                           |                                                           |                                                           |                                                           |  |  |                                            |                                            |                                            |                                            |                                            |                                            |  |  |                                        |                                        |                                        |                                        |                                        |                                        |  |  |                      |                      |                      |                      |                      |                      |  |  |  |  |  |  |  |  |  |  |  |  |  |  |  |  |
|                       |                       |                       |                       |                       |                       |  |  |                         |                         |                         |                         |                         |                         |  |  |                                                  |                                                  |                                                  |                                                  |                                                  |                                                  |  |  |                                                                   |                                                           |                                                           |                                                           |                                                           |                                                           |  |  |                                            |                                            |                                            |                                            |                                            |                                            |  |  |                                        |                                        |                                        |                                        |                                        |                                        |  |  |                      |                      |                      |                      |                      |                      |  |  |  |  |  |  |  |  |  |  |  |  |  |  |  |  |
|                       |                       |                       |                       |                       |                       |  |  |                         |                         |                         |                         |                         |                         |  |  |                                                  |                                                  |                                                  |                                                  |                                                  |                                                  |  |  | □                                                                 |                                                           |                                                           |                                                           |                                                           |                                                           |  |  |                                            |                                            |                                            |                                            |                                            |                                            |  |  |                                        |                                        |                                        |                                        |                                        |                                        |  |  |                      |                      |                      |                      |                      |                      |  |  |  |  |  |  |  |  |  |  |  |  |  |  |  |  |
|                       |                       |                       |                       |                       |                       |  |  |                         |                         |                         |                         |                         |                         |  |  |                                                  |                                                  |                                                  |                                                  |                                                  |                                                  |  |  |                                                                   |                                                           |                                                           |                                                           |                                                           |                                                           |  |  |                                            |                                            |                                            |                                            |                                            |                                            |  |  |                                        |                                        |                                        |                                        |                                        |                                        |  |  |                      |                      |                      |                      |                      |                      |  |  |  |  |  |  |  |  |  |  |  |  |  |  |  |  |
|                       |                       |                       |                       |                       |                       |  |  |                         |                         |                         |                         |                         |                         |  |  |                                                  |                                                  |                                                  |                                                  |                                                  |                                                  |  |  | Yêm Phụ                                                           |                                                           |                                                           |                                                           |                                                           |                                                           |  |  |                                            |                                            |                                            |                                            |                                            |                                            |  |  |                                        |                                        |                                        |                                        |                                        |                                        |  |  |                      |                      |                      |                      |                      |                      |  |  |  |  |  |  |  |  |  |  |  |  |  |  |  |  |
|                       |                       |                       |                       |                       |                       |  |  |                         |                         |                         |                         |                         |                         |  |  |                                                  |                                                  |                                                  |                                                  |                                                  |                                                  |  |  |                                                                   |                                                           |                                                           |                                                           |                                                           |                                                           |  |  |                                            |                                            |                                            |                                            |                                            |                                            |  |  |                                        |                                        |                                        |                                        |                                        |                                        |  |  |                      |                      |                      |                      |                      |                      |  |  |  |  |  |  |  |  |  |  |  |  |  |  |  |  |
|                       |                       |                       |                       |                       |                       |  |  |                         |                         |                         |                         |                         |                         |  |  |                                                  |                                                  |                                                  |                                                  |                                                  |                                                  |  |  | (1)Thúc Đái                                                       |                                                           |                                                           |                                                           |                                                           |                                                           |  |  |                                            |                                            |                                            |                                            |                                            |                                            |  |  |                                        |                                        |                                        |                                        |                                        |                                        |  |  |                      |                      |                      |                      |                      |                      |  |  |  |  |  |  |  |  |  |  |  |  |  |  |  |  |
|                       |                       |                       |                       |                       |                       |  |  |                         |                         |                         |                         |                         |                         |  |  |                                                  |                                                  |                                                  |                                                  |                                                  |                                                  |  |  |                                                                   |                                                           |                                                           |                                                           |                                                           |                                                           |  |  |                                            |                                            |                                            |                                            |                                            |                                            |  |  |                                        |                                        |                                        |                                        |                                        |                                        |  |  |                      |                      |                      |                      |                      |                      |  |  |  |  |  |  |  |  |  |  |  |  |  |  |  |  |
|                       |                       |                       |                       |                       |                       |  |  |                         |                         |                         |                         |                         |                         |  |  |                                                  |                                                  |                                                  |                                                  |                                                  |                                                  |  |  | □                                                                 |                                                           |                                                           |                                                           |                                                           |                                                           |  |  |                                            |                                            |                                            |                                            |                                            |                                            |  |  |                                        |                                        |                                        |                                        |                                        |                                        |  |  |                      |                      |                      |                      |                      |                      |  |  |  |  |  |  |  |  |  |  |  |  |  |  |  |  |
|                       |                       |                       |                       |                       |                       |  |  |                         |                         |                         |                         |                         |                         |  |  |                                                  |                                                  |                                                  |                                                  |                                                  |                                                  |  |  |                                                                   |                                                           |                                                           |                                                           |                                                           |                                                           |  |  |                                            |                                            |                                            |                                            |                                            |                                            |  |  |                                        |                                        |                                        |                                        |                                        |                                        |  |  |                      |                      |                      |                      |                      |                      |  |  |  |  |  |  |  |  |  |  |  |  |  |  |  |  |
|                       |                       |                       |                       |                       |                       |  |  |                         |                         |                         |                         |                         |                         |  |  |                                                  |                                                  |                                                  |                                                  |                                                  |                                                  |  |  | □                                                                 |                                                           |                                                           |                                                           |                                                           |                                                           |  |  |                                            |                                            |                                            |                                            |                                            |                                            |  |  |                                        |                                        |                                        |                                        |                                        |                                        |  |  |                      |                      |                      |                      |                      |                      |  |  |  |  |  |  |  |  |  |  |  |  |  |  |  |  |
|                       |                       |                       |                       |                       |                       |  |  |                         |                         |                         |                         |                         |                         |  |  |                                                  |                                                  |                                                  |                                                  |                                                  |                                                  |  |  |                                                                   |                                                           |                                                           |                                                           |                                                           |                                                           |  |  |                                            |                                            |                                            |                                            |                                            |                                            |  |  |                                        |                                        |                                        |                                        |                                        |                                        |  |  |                      |                      |                      |                      |                      |                      |  |  |  |  |  |  |  |  |  |  |  |  |  |  |  |  |
|                       |                       |                       |                       |                       |                       |  |  |                         |                         |                         |                         |                         |                         |  |  |                                                  |                                                  |                                                  |                                                  |                                                  |                                                  |  |  | (4)Công Minh                                                      |                                                           |                                                           |                                                           |                                                           |                                                           |  |  |                                            |                                            |                                            |                                            |                                            |                                            |  |  |                                        |                                        |                                        |                                        |                                        |                                        |  |  |                      |                      |                      |                      |                      |                      |  |  |  |  |  |  |  |  |  |  |  |  |  |  |  |  |
|                       |                       |                       |                       |                       |                       |  |  |                         |                         |                         |                         |                         |                         |  |  |                                                  |                                                  |                                                  |                                                  |                                                  |                                                  |  |  |                                                                   |                                                           |                                                           |                                                           |                                                           |                                                           |  |  |                                            |                                            |                                            |                                            |                                            |                                            |  |  |                                        |                                        |                                        |                                        |                                        |                                        |  |  |                      |                      |                      |                      |                      |                      |  |  |  |  |  |  |  |  |  |  |  |  |  |  |  |  |
|                       |                       |                       |                       |                       |                       |  |  |                         |                         |                         |                         |                         |                         |  |  |                                                  |                                                  |                                                  |                                                  |                                                  |                                                  |  |  |                                                                   |                                                           |                                                           |                                                           |                                                           |                                                           |  |  |                                            |                                            |                                            |                                            |                                            |                                            |  |  |                                        |                                        |                                        |                                        |                                        |                                        |  |  |                      |                      |                      |                      |                      |                      |  |  |  |  |  |  |  |  |  |  |  |  |  |  |  |  |
|                       |                       |                       |                       |                       |                       |  |  | (5)Triệu Túc Cảnh thị   | (5)Triệu Túc Cảnh thị   | (5)Triệu Túc Cảnh thị   | (5)Triệu Túc Cảnh thị   | (5)Triệu Túc Cảnh thị   | (5)Triệu Túc Cảnh thị   |  |  |                                                  |                                                  |                                                  |                                                  |                                                  |                                                  |  |  | (6)Triệu Thành tử Triệu Thôi ?-622 TCN                            | (6)Triệu Thành tử Triệu Thôi ?-622 TCN                    | (6)Triệu Thành tử Triệu Thôi ?-622 TCN                    | (6)Triệu Thành tử Triệu Thôi ?-622 TCN                    | (6)Triệu Thành tử Triệu Thôi ?-622 TCN                    | (6)Triệu Thành tử Triệu Thôi ?-622 TCN                    |  |  |                                            |                                            |                                            |                                            |                                            |                                            |  |  |                                        |                                        |                                        |                                        |                                        |                                        |  |  |                      |                      |                      |                      |                      |                      |  |  |  |  |  |  |  |  |  |  |  |  |  |  |  |  |
|                       |                       |                       |                       |                       |                       |  |  | (5)Triệu Túc Cảnh thị   | (5)Triệu Túc Cảnh thị   | (5)Triệu Túc Cảnh thị   | (5)Triệu Túc Cảnh thị   | (5)Triệu Túc Cảnh thị   | (5)Triệu Túc Cảnh thị   |  |  |                                                  |                                                  |                                                  |                                                  |                                                  |                                                  |  |  | (6)Triệu Thành tử Triệu Thôi ?-622 TCN                            | (6)Triệu Thành tử Triệu Thôi ?-622 TCN                    | (6)Triệu Thành tử Triệu Thôi ?-622 TCN                    | (6)Triệu Thành tử Triệu Thôi ?-622 TCN                    | (6)Triệu Thành tử Triệu Thôi ?-622 TCN                    | (6)Triệu Thành tử Triệu Thôi ?-622 TCN                    |  |  |                                            |                                            |                                            |                                            |                                            |                                            |  |  |                                        |                                        |                                        |                                        |                                        |                                        |  |  |                      |                      |                      |                      |                      |                      |  |  |  |  |  |  |  |  |  |  |  |  |  |  |  |  |
|                       |                       |                       |                       |                       |                       |  |  |                         |                         |                         |                         |                         |                         |  |  |                                                  |                                                  |                                                  |                                                  |                                                  |                                                  |  |  |                                                                   |                                                           |                                                           |                                                           |                                                           |                                                           |  |  |                                            |                                            |                                            |                                            |                                            |                                            |  |  |                                        |                                        |                                        |                                        |                                        |                                        |  |  |                      |                      |                      |                      |                      |                      |  |  |  |  |  |  |  |  |  |  |  |  |  |  |  |  |
|                       |                       |                       |                       |                       |                       |  |  | Cung Mạnh               | Cung Mạnh               | Cung Mạnh               | Cung Mạnh               | Cung Mạnh               | Cung Mạnh               |  |  |                                                  |                                                  |                                                  |                                                  |                                                  |                                                  |  |  | (7)Triệu Tuyên tử Triệu Thuẫn ?-601 TCN                           | (7)Triệu Tuyên tử Triệu Thuẫn ?-601 TCN                   | (7)Triệu Tuyên tử Triệu Thuẫn ?-601 TCN                   | (7)Triệu Tuyên tử Triệu Thuẫn ?-601 TCN                   | (7)Triệu Tuyên tử Triệu Thuẫn ?-601 TCN                   | (7)Triệu Tuyên tử Triệu Thuẫn ?-601 TCN                   |  |  | Triệu Đồng Nguyên thị ?-583                | Triệu Đồng Nguyên thị ?-583                | Triệu Đồng Nguyên thị ?-583                | Triệu Đồng Nguyên thị ?-583                | Triệu Đồng Nguyên thị ?-583                | Triệu Đồng Nguyên thị ?-583                |  |  | (8)Triệu Quát Bình thị ?-583 TCN       | (8)Triệu Quát Bình thị ?-583 TCN       | (8)Triệu Quát Bình thị ?-583 TCN       | (8)Triệu Quát Bình thị ?-583 TCN       | (8)Triệu Quát Bình thị ?-583 TCN       | (8)Triệu Quát Bình thị ?-583 TCN       |  |  | Triệu Anh Tề Lâu thị | Triệu Anh Tề Lâu thị | Triệu Anh Tề Lâu thị | Triệu Anh Tề Lâu thị | Triệu Anh Tề Lâu thị | Triệu Anh Tề Lâu thị |  |  |  |  |  |  |  |  |  |  |  |  |  |  |  |  |
|                       |                       |                       |                       |                       |                       |  |  | Cung Mạnh               | Cung Mạnh               | Cung Mạnh               | Cung Mạnh               | Cung Mạnh               | Cung Mạnh               |  |  |                                                  |                                                  |                                                  |                                                  |                                                  |                                                  |  |  | (7)Triệu Tuyên tử Triệu Thuẫn ?-601 TCN                           | (7)Triệu Tuyên tử Triệu Thuẫn ?-601 TCN                   | (7)Triệu Tuyên tử Triệu Thuẫn ?-601 TCN                   | (7)Triệu Tuyên tử Triệu Thuẫn ?-601 TCN                   | (7)Triệu Tuyên tử Triệu Thuẫn ?-601 TCN                   | (7)Triệu Tuyên tử Triệu Thuẫn ?-601 TCN                   |  |  | Triệu Đồng Nguyên thị ?-583                | Triệu Đồng Nguyên thị ?-583                | Triệu Đồng Nguyên thị ?-583                | Triệu Đồng Nguyên thị ?-583                | Triệu Đồng Nguyên thị ?-583                | Triệu Đồng Nguyên thị ?-583                |  |  | (8)Triệu Quát Bình thị ?-583 TCN       | (8)Triệu Quát Bình thị ?-583 TCN       | (8)Triệu Quát Bình thị ?-583 TCN       | (8)Triệu Quát Bình thị ?-583 TCN       | (8)Triệu Quát Bình thị ?-583 TCN       | (8)Triệu Quát Bình thị ?-583 TCN       |  |  | Triệu Anh Tề Lâu thị | Triệu Anh Tề Lâu thị | Triệu Anh Tề Lâu thị | Triệu Anh Tề Lâu thị | Triệu Anh Tề Lâu thị | Triệu Anh Tề Lâu thị |  |  |  |  |  |  |  |  |  |  |  |  |  |  |  |  |
|                       |                       |                       |                       |                       |                       |  |  |                         |                         |                         |                         |                         |                         |  |  |                                                  |                                                  |                                                  |                                                  |                                                  |                                                  |  |  |                                                                   |                                                           |                                                           |                                                           |                                                           |                                                           |  |  |                                            |                                            |                                            |                                            |                                            |                                            |  |  |                                        |                                        |                                        |                                        |                                        |                                        |  |  |                      |                      |                      |                      |                      |                      |  |  |  |  |  |  |  |  |  |  |  |  |  |  |  |  |
|                       |                       |                       |                       |                       |                       |  |  | Triệu Xuyên Hàm Đan thị | Triệu Xuyên Hàm Đan thị | Triệu Xuyên Hàm Đan thị | Triệu Xuyên Hàm Đan thị | Triệu Xuyên Hàm Đan thị | Triệu Xuyên Hàm Đan thị |  |  | thúc phụ của Triệu Chiên                         | thúc phụ của Triệu Chiên                         | thúc phụ của Triệu Chiên                         | thúc phụ của Triệu Chiên                         | thúc phụ của Triệu Chiên                         | thúc phụ của Triệu Chiên                         |  |  | Triệu Trang tử Triệu Sóc ?-597 TCN                                | Triệu Trang tử Triệu Sóc ?-597 TCN                        | Triệu Trang tử Triệu Sóc ?-597 TCN                        | Triệu Trang tử Triệu Sóc ?-597 TCN                        | Triệu Trang tử Triệu Sóc ?-597 TCN                        | Triệu Trang tử Triệu Sóc ?-597 TCN                        |  |  |                                            |                                            |                                            |                                            |                                            |                                            |  |  |                                        |                                        |                                        |                                        |                                        |                                        |  |  |                      |                      |                      |                      |                      |                      |  |  |  |  |  |  |  |  |  |  |  |  |  |  |  |  |
|                       |                       |                       |                       |                       |                       |  |  | Triệu Xuyên Hàm Đan thị | Triệu Xuyên Hàm Đan thị | Triệu Xuyên Hàm Đan thị | Triệu Xuyên Hàm Đan thị | Triệu Xuyên Hàm Đan thị | Triệu Xuyên Hàm Đan thị |  |  | thúc phụ của Triệu Chiên                         | thúc phụ của Triệu Chiên                         | thúc phụ của Triệu Chiên                         | thúc phụ của Triệu Chiên                         | thúc phụ của Triệu Chiên                         | thúc phụ của Triệu Chiên                         |  |  | Triệu Trang tử Triệu Sóc ?-597 TCN                                | Triệu Trang tử Triệu Sóc ?-597 TCN                        | Triệu Trang tử Triệu Sóc ?-597 TCN                        | Triệu Trang tử Triệu Sóc ?-597 TCN                        | Triệu Trang tử Triệu Sóc ?-597 TCN                        | Triệu Trang tử Triệu Sóc ?-597 TCN                        |  |  |                                            |                                            |                                            |                                            |                                            |                                            |  |  |                                        |                                        |                                        |                                        |                                        |                                        |  |  |                      |                      |                      |                      |                      |                      |  |  |  |  |  |  |  |  |  |  |  |  |  |  |  |  |
|                       |                       |                       |                       |                       |                       |  |  |                         |                         |                         |                         |                         |                         |  |  |                                                  |                                                  |                                                  |                                                  |                                                  |                                                  |  |  |                                                                   |                                                           |                                                           |                                                           |                                                           |                                                           |  |  |                                            |                                            |                                            |                                            |                                            |                                            |  |  |                                        |                                        |                                        |                                        |                                        |                                        |  |  |                      |                      |                      |                      |                      |                      |  |  |  |  |  |  |  |  |  |  |  |  |  |  |  |  |
| huynh của Triệu Chiên | huynh của Triệu Chiên | huynh của Triệu Chiên | huynh của Triệu Chiên | huynh của Triệu Chiên | huynh của Triệu Chiên |  |  | Triệu Chiên             | Triệu Chiên             | Triệu Chiên             | Triệu Chiên             | Triệu Chiên             | Triệu Chiên             |  |  |                                                  |                                                  |                                                  |                                                  |                                                  |                                                  |  |  | (9)Triệu Văn tử Triệu Vũ ?-541 TCN                                | (9)Triệu Văn tử Triệu Vũ ?-541 TCN                        | (9)Triệu Văn tử Triệu Vũ ?-541 TCN                        | (9)Triệu Văn tử Triệu Vũ ?-541 TCN                        | (9)Triệu Văn tử Triệu Vũ ?-541 TCN                        | (9)Triệu Văn tử Triệu Vũ ?-541 TCN                        |  |  |                                            |                                            |                                            |                                            |                                            |                                            |  |  |                                        |                                        |                                        |                                        |                                        |                                        |  |  |                      |                      |                      |                      |                      |                      |  |  |  |  |  |  |  |  |  |  |  |  |  |  |  |  |
| huynh của Triệu Chiên | huynh của Triệu Chiên | huynh của Triệu Chiên | huynh của Triệu Chiên | huynh của Triệu Chiên | huynh của Triệu Chiên |  |  | Triệu Chiên             | Triệu Chiên             | Triệu Chiên             | Triệu Chiên             | Triệu Chiên             | Triệu Chiên             |  |  |                                                  |                                                  |                                                  |                                                  |                                                  |                                                  |  |  | (9)Triệu Văn tử Triệu Vũ ?-541 TCN                                | (9)Triệu Văn tử Triệu Vũ ?-541 TCN                        | (9)Triệu Văn tử Triệu Vũ ?-541 TCN                        | (9)Triệu Văn tử Triệu Vũ ?-541 TCN                        | (9)Triệu Văn tử Triệu Vũ ?-541 TCN                        | (9)Triệu Văn tử Triệu Vũ ?-541 TCN                        |  |  |                                            |                                            |                                            |                                            |                                            |                                            |  |  |                                        |                                        |                                        |                                        |                                        |                                        |  |  |                      |                      |                      |                      |                      |                      |  |  |  |  |  |  |  |  |  |  |  |  |  |  |  |  |
|                       |                       |                       |                       |                       |                       |  |  |                         |                         |                         |                         |                         |                         |  |  |                                                  |                                                  |                                                  |                                                  |                                                  |                                                  |  |  |                                                                   |                                                           |                                                           |                                                           |                                                           |                                                           |  |  |                                            |                                            |                                            |                                            |                                            |                                            |  |  |                                        |                                        |                                        |                                        |                                        |                                        |  |  |                      |                      |                      |                      |                      |                      |  |  |  |  |  |  |  |  |  |  |  |  |  |  |  |  |
|                       |                       |                       |                       |                       |                       |  |  | Triệu Thắng             | Triệu Thắng             | Triệu Thắng             | Triệu Thắng             | Triệu Thắng             | Triệu Thắng             |  |  | Triệu Hoạch                                      | Triệu Hoạch                                      | Triệu Hoạch                                      | Triệu Hoạch                                      | Triệu Hoạch                                      | Triệu Hoạch                                      |  |  | (10)Triệu Cảnh tử Triệu Thành ?-518                               | (10)Triệu Cảnh tử Triệu Thành ?-518                       | (10)Triệu Cảnh tử Triệu Thành ?-518                       | (10)Triệu Cảnh tử Triệu Thành ?-518                       | (10)Triệu Cảnh tử Triệu Thành ?-518                       | (10)Triệu Cảnh tử Triệu Thành ?-518                       |  |  |                                            |                                            |                                            |                                            |                                            |                                            |  |  |                                        |                                        |                                        |                                        |                                        |                                        |  |  |                      |                      |                      |                      |                      |                      |  |  |  |  |  |  |  |  |  |  |  |  |  |  |  |  |
|                       |                       |                       |                       |                       |                       |  |  | Triệu Thắng             | Triệu Thắng             | Triệu Thắng             | Triệu Thắng             | Triệu Thắng             | Triệu Thắng             |  |  | Triệu Hoạch                                      | Triệu Hoạch                                      | Triệu Hoạch                                      | Triệu Hoạch                                      | Triệu Hoạch                                      | Triệu Hoạch                                      |  |  | (10)Triệu Cảnh tử Triệu Thành ?-518                               | (10)Triệu Cảnh tử Triệu Thành ?-518                       | (10)Triệu Cảnh tử Triệu Thành ?-518                       | (10)Triệu Cảnh tử Triệu Thành ?-518                       | (10)Triệu Cảnh tử Triệu Thành ?-518                       | (10)Triệu Cảnh tử Triệu Thành ?-518                       |  |  |                                            |                                            |                                            |                                            |                                            |                                            |  |  |                                        |                                        |                                        |                                        |                                        |                                        |  |  |                      |                      |                      |                      |                      |                      |  |  |  |  |  |  |  |  |  |  |  |  |  |  |  |  |
|                       |                       |                       |                       |                       |                       |  |  |                         |                         |                         |                         |                         |                         |  |  |                                                  |                                                  |                                                  |                                                  |                                                  |                                                  |  |  |                                                                   |                                                           |                                                           |                                                           |                                                           |                                                           |  |  |                                            |                                            |                                            |                                            |                                            |                                            |  |  |                                        |                                        |                                        |                                        |                                        |                                        |  |  |                      |                      |                      |                      |                      |                      |  |  |  |  |  |  |  |  |  |  |  |  |  |  |  |  |
| Triệu Ngọ ?-497 TCN   | Triệu Ngọ ?-497 TCN   | Triệu Ngọ ?-497 TCN   | Triệu Ngọ ?-497 TCN   | Triệu Ngọ ?-497 TCN   | Triệu Ngọ ?-497 TCN   |  |  | □                       | □                       | □                       | □                       | □                       | □                       |  |  |                                                  |                                                  |                                                  |                                                  |                                                  |                                                  |  |  | (11)Triệu Giản tử Triệu Ưởng ?-476                                | (11)Triệu Giản tử Triệu Ưởng ?-476                        | (11)Triệu Giản tử Triệu Ưởng ?-476                        | (11)Triệu Giản tử Triệu Ưởng ?-476                        | (11)Triệu Giản tử Triệu Ưởng ?-476                        | (11)Triệu Giản tử Triệu Ưởng ?-476                        |  |  |                                            |                                            |                                            |                                            |                                            |                                            |  |  |                                        |                                        |                                        |                                        |                                        |                                        |  |  |                      |                      |                      |                      |                      |                      |  |  |  |  |  |  |  |  |  |  |  |  |  |  |  |  |
| Triệu Ngọ ?-497 TCN   | Triệu Ngọ ?-497 TCN   | Triệu Ngọ ?-497 TCN   | Triệu Ngọ ?-497 TCN   | Triệu Ngọ ?-497 TCN   | Triệu Ngọ ?-497 TCN   |  |  | □                       | □                       | □                       | □                       | □                       | □                       |  |  |                                                  |                                                  |                                                  |                                                  |                                                  |                                                  |  |  | (11)Triệu Giản tử Triệu Ưởng ?-476                                | (11)Triệu Giản tử Triệu Ưởng ?-476                        | (11)Triệu Giản tử Triệu Ưởng ?-476                        | (11)Triệu Giản tử Triệu Ưởng ?-476                        | (11)Triệu Giản tử Triệu Ưởng ?-476                        | (11)Triệu Giản tử Triệu Ưởng ?-476                        |  |  |                                            |                                            |                                            |                                            |                                            |                                            |  |  |                                        |                                        |                                        |                                        |                                        |                                        |  |  |                      |                      |                      |                      |                      |                      |  |  |  |  |  |  |  |  |  |  |  |  |  |  |  |  |
|                       |                       |                       |                       |                       |                       |  |  |                         |                         |                         |                         |                         |                         |  |  |                                                  |                                                  |                                                  |                                                  |                                                  |                                                  |  |  |                                                                   |                                                           |                                                           |                                                           |                                                           |                                                           |  |  |                                            |                                            |                                            |                                            |                                            |                                            |  |  |                                        |                                        |                                        |                                        |                                        |                                        |  |  |                      |                      |                      |                      |                      |                      |  |  |  |  |  |  |  |  |  |  |  |  |  |  |  |  |
| Triệu Tắc             | Triệu Tắc             | Triệu Tắc             | Triệu Tắc             | Triệu Tắc             | Triệu Tắc             |  |  | □                       | □                       | □                       | □                       | □                       | □                       |  |  |                                                  |                                                  |                                                  |                                                  |                                                  |                                                  |  |  | Triệu Bá Lỗ                                                       | Triệu Bá Lỗ                                               | Triệu Bá Lỗ                                               | Triệu Bá Lỗ                                               | Triệu Bá Lỗ                                               | Triệu Bá Lỗ                                               |  |  | (12)Triệu Tương tử Triệu Vô Tuất ?-425 TCN | (12)Triệu Tương tử Triệu Vô Tuất ?-425 TCN | (12)Triệu Tương tử Triệu Vô Tuất ?-425 TCN | (12)Triệu Tương tử Triệu Vô Tuất ?-425 TCN | (12)Triệu Tương tử Triệu Vô Tuất ?-425 TCN | (12)Triệu Tương tử Triệu Vô Tuất ?-425 TCN |  |  |                                        |                                        |                                        |                                        |                                        |                                        |  |  |                      |                      |                      |                      |                      |                      |  |  |  |  |  |  |  |  |  |  |  |  |  |  |  |  |
| Triệu Tắc             | Triệu Tắc             | Triệu Tắc             | Triệu Tắc             | Triệu Tắc             | Triệu Tắc             |  |  | □                       | □                       | □                       | □                       | □                       | □                       |  |  |                                                  |                                                  |                                                  |                                                  |                                                  |                                                  |  |  | Triệu Bá Lỗ                                                       | Triệu Bá Lỗ                                               | Triệu Bá Lỗ                                               | Triệu Bá Lỗ                                               | Triệu Bá Lỗ                                               | Triệu Bá Lỗ                                               |  |  | (12)Triệu Tương tử Triệu Vô Tuất ?-425 TCN | (12)Triệu Tương tử Triệu Vô Tuất ?-425 TCN | (12)Triệu Tương tử Triệu Vô Tuất ?-425 TCN | (12)Triệu Tương tử Triệu Vô Tuất ?-425 TCN | (12)Triệu Tương tử Triệu Vô Tuất ?-425 TCN | (12)Triệu Tương tử Triệu Vô Tuất ?-425 TCN |  |  |                                        |                                        |                                        |                                        |                                        |                                        |  |  |                      |                      |                      |                      |                      |                      |  |  |  |  |  |  |  |  |  |  |  |  |  |  |  |  |
|                       |                       |                       |                       |                       |                       |  |  | Triệu Triêu             | Triệu Triêu             | Triệu Triêu             | Triệu Triêu             | Triệu Triêu             | Triệu Triêu             |  |  |                                                  |                                                  |                                                  |                                                  |                                                  |                                                  |  |  | Đại Thành quân Triệu Chu                                          | Đại Thành quân Triệu Chu                                  | Đại Thành quân Triệu Chu                                  | Đại Thành quân Triệu Chu                                  | Đại Thành quân Triệu Chu                                  | Đại Thành quân Triệu Chu                                  |  |  | (13)Triệu Hoàn tử Triệu Gia ?-424 TCN      | (13)Triệu Hoàn tử Triệu Gia ?-424 TCN      | (13)Triệu Hoàn tử Triệu Gia ?-424 TCN      | (13)Triệu Hoàn tử Triệu Gia ?-424 TCN      | (13)Triệu Hoàn tử Triệu Gia ?-424 TCN      | (13)Triệu Hoàn tử Triệu Gia ?-424 TCN      |  |  |                                        |                                        |                                        |                                        |                                        |                                        |  |  |                      |                      |                      |                      |                      |                      |  |  |  |  |  |  |  |  |  |  |  |  |  |  |  |  |
|                       |                       |                       |                       |                       |                       |  |  | Triệu Triêu             | Triệu Triêu             | Triệu Triêu             | Triệu Triêu             | Triệu Triêu             | Triệu Triêu             |  |  |                                                  |                                                  |                                                  |                                                  |                                                  |                                                  |  |  | Đại Thành quân Triệu Chu                                          | Đại Thành quân Triệu Chu                                  | Đại Thành quân Triệu Chu                                  | Đại Thành quân Triệu Chu                                  | Đại Thành quân Triệu Chu                                  | Đại Thành quân Triệu Chu                                  |  |  | (13)Triệu Hoàn tử Triệu Gia ?-424 TCN      | (13)Triệu Hoàn tử Triệu Gia ?-424 TCN      | (13)Triệu Hoàn tử Triệu Gia ?-424 TCN      | (13)Triệu Hoàn tử Triệu Gia ?-424 TCN      | (13)Triệu Hoàn tử Triệu Gia ?-424 TCN      | (13)Triệu Hoàn tử Triệu Gia ?-424 TCN      |  |  |                                        |                                        |                                        |                                        |                                        |                                        |  |  |                      |                      |                      |                      |                      |                      |  |  |  |  |  |  |  |  |  |  |  |  |  |  |  |  |
|                       |                       |                       |                       |                       |                       |  |  |                         |                         |                         |                         |                         |                         |  |  |                                                  |                                                  |                                                  |                                                  |                                                  |                                                  |  |  | (14)Triệu Hiến hầu Triệu Hoán ?-409 TCN                           |                                                           |                                                           |                                                           |                                                           |                                                           |  |  |                                            |                                            |                                            |                                            |                                            |                                            |  |  |                                        |                                        |                                        |                                        |                                        |                                        |  |  |                      |                      |                      |                      |                      |                      |  |  |  |  |  |  |  |  |  |  |  |  |  |  |  |  |
|                       |                       |                       |                       |                       |                       |  |  |                         |                         |                         |                         |                         |                         |  |  |                                                  |                                                  |                                                  |                                                  |                                                  |                                                  |  |  |                                                                   |                                                           |                                                           |                                                           |                                                           |                                                           |  |  |                                            |                                            |                                            |                                            |                                            |                                            |  |  |                                        |                                        |                                        |                                        |                                        |                                        |  |  |                      |                      |                      |                      |                      |                      |  |  |  |  |  |  |  |  |  |  |  |  |  |  |  |  |
|                       |                       |                       |                       |                       |                       |  |  |                         |                         |                         |                         |                         |                         |  |  |                                                  |                                                  |                                                  |                                                  |                                                  |                                                  |  |  |                                                                   |                                                           |                                                           |                                                           |                                                           |                                                           |  |  |                                            |                                            |                                            |                                            |                                            |                                            |  |  |                                        |                                        |                                        |                                        |                                        |                                        |  |  |                      |                      |                      |                      |                      |                      |  |  |  |  |  |  |  |  |  |  |  |  |  |  |  |  |
|                       |                       |                       |                       |                       |                       |  |  |                         |                         |                         |                         |                         |                         |  |  |                                                  |                                                  |                                                  |                                                  |                                                  |                                                  |  |  | Triệu Liệt hầu Triệu Tịch ?-409 TCN - 400 TCN                     | Triệu Liệt hầu Triệu Tịch ?-409 TCN - 400 TCN             | Triệu Liệt hầu Triệu Tịch ?-409 TCN - 400 TCN             | Triệu Liệt hầu Triệu Tịch ?-409 TCN - 400 TCN             | Triệu Liệt hầu Triệu Tịch ?-409 TCN - 400 TCN             | Triệu Liệt hầu Triệu Tịch ?-409 TCN - 400 TCN             |  |  | Triệu Vũ hầu ?-400 TCN - 387 TCN           | Triệu Vũ hầu ?-400 TCN - 387 TCN           | Triệu Vũ hầu ?-400 TCN - 387 TCN           | Triệu Vũ hầu ?-400 TCN - 387 TCN           | Triệu Vũ hầu ?-400 TCN - 387 TCN           | Triệu Vũ hầu ?-400 TCN - 387 TCN           |  |  |                                        |                                        |                                        |                                        |                                        |                                        |  |  |                      |                      |                      |                      |                      |                      |  |  |  |  |  |  |  |  |  |  |  |  |  |  |  |  |
|                       |                       |                       |                       |                       |                       |  |  |                         |                         |                         |                         |                         |                         |  |  |                                                  |                                                  |                                                  |                                                  |                                                  |                                                  |  |  | Triệu Liệt hầu Triệu Tịch ?-409 TCN - 400 TCN                     | Triệu Liệt hầu Triệu Tịch ?-409 TCN - 400 TCN             | Triệu Liệt hầu Triệu Tịch ?-409 TCN - 400 TCN             | Triệu Liệt hầu Triệu Tịch ?-409 TCN - 400 TCN             | Triệu Liệt hầu Triệu Tịch ?-409 TCN - 400 TCN             | Triệu Liệt hầu Triệu Tịch ?-409 TCN - 400 TCN             |  |  | Triệu Vũ hầu ?-400 TCN - 387 TCN           | Triệu Vũ hầu ?-400 TCN - 387 TCN           | Triệu Vũ hầu ?-400 TCN - 387 TCN           | Triệu Vũ hầu ?-400 TCN - 387 TCN           | Triệu Vũ hầu ?-400 TCN - 387 TCN           | Triệu Vũ hầu ?-400 TCN - 387 TCN           |  |  |                                        |                                        |                                        |                                        |                                        |                                        |  |  |                      |                      |                      |                      |                      |                      |  |  |  |  |  |  |  |  |  |  |  |  |  |  |  |  |
|                       |                       |                       |                       |                       |                       |  |  |                         |                         |                         |                         |                         |                         |  |  |                                                  |                                                  |                                                  |                                                  |                                                  |                                                  |  |  | Triệu Kính hầu Triệu Chương ?-387 TCN - 375 TCN                   | Triệu Kính hầu Triệu Chương ?-387 TCN - 375 TCN           | Triệu Kính hầu Triệu Chương ?-387 TCN - 375 TCN           | Triệu Kính hầu Triệu Chương ?-387 TCN - 375 TCN           | Triệu Kính hầu Triệu Chương ?-387 TCN - 375 TCN           | Triệu Kính hầu Triệu Chương ?-387 TCN - 375 TCN           |  |  | Công tử Triêu                              | Công tử Triêu                              | Công tử Triêu                              | Công tử Triêu                              | Công tử Triêu                              | Công tử Triêu                              |  |  |                                        |                                        |                                        |                                        |                                        |                                        |  |  |                      |                      |                      |                      |                      |                      |  |  |  |  |  |  |  |  |  |  |  |  |  |  |  |  |
|                       |                       |                       |                       |                       |                       |  |  |                         |                         |                         |                         |                         |                         |  |  |                                                  |                                                  |                                                  |                                                  |                                                  |                                                  |  |  | Triệu Kính hầu Triệu Chương ?-387 TCN - 375 TCN                   | Triệu Kính hầu Triệu Chương ?-387 TCN - 375 TCN           | Triệu Kính hầu Triệu Chương ?-387 TCN - 375 TCN           | Triệu Kính hầu Triệu Chương ?-387 TCN - 375 TCN           | Triệu Kính hầu Triệu Chương ?-387 TCN - 375 TCN           | Triệu Kính hầu Triệu Chương ?-387 TCN - 375 TCN           |  |  | Công tử Triêu                              | Công tử Triêu                              | Công tử Triêu                              | Công tử Triêu                              | Công tử Triêu                              | Công tử Triêu                              |  |  |                                        |                                        |                                        |                                        |                                        |                                        |  |  |                      |                      |                      |                      |                      |                      |  |  |  |  |  |  |  |  |  |  |  |  |  |  |  |  |
|                       |                       |                       |                       |                       |                       |  |  |                         |                         |                         |                         |                         |                         |  |  |                                                  |                                                  |                                                  |                                                  |                                                  |                                                  |  |  | Triệu Thành hầu Triệu Chủng ?-375 TCN - 350 TCN                   |                                                           |                                                           |                                                           |                                                           |                                                           |  |  |                                            |                                            |                                            |                                            |                                            |                                            |  |  |                                        |                                        |                                        |                                        |                                        |                                        |  |  |                      |                      |                      |                      |                      |                      |  |  |  |  |  |  |  |  |  |  |  |  |  |  |  |  |
|                       |                       |                       |                       |                       |                       |  |  |                         |                         |                         |                         |                         |                         |  |  |                                                  |                                                  |                                                  |                                                  |                                                  |                                                  |  |  |                                                                   |                                                           |                                                           |                                                           |                                                           |                                                           |  |  |                                            |                                            |                                            |                                            |                                            |                                            |  |  |                                        |                                        |                                        |                                        |                                        |                                        |  |  |                      |                      |                      |                      |                      |                      |  |  |  |  |  |  |  |  |  |  |  |  |  |  |  |  |
|                       |                       |                       |                       |                       |                       |  |  |                         |                         |                         |                         |                         |                         |  |  |                                                  |                                                  |                                                  |                                                  |                                                  |                                                  |  |  |                                                                   |                                                           |                                                           |                                                           |                                                           |                                                           |  |  |                                            |                                            |                                            |                                            |                                            |                                            |  |  |                                        |                                        |                                        |                                        |                                        |                                        |  |  |                      |                      |                      |                      |                      |                      |  |  |  |  |  |  |  |  |  |  |  |  |  |  |  |  |
|                       |                       |                       |                       |                       |                       |  |  |                         |                         |                         |                         |                         |                         |  |  |                                                  |                                                  |                                                  |                                                  |                                                  |                                                  |  |  | Triệu Túc hầu Triệu Ngữ ?-350 TCN - 326 TCN                       | Triệu Túc hầu Triệu Ngữ ?-350 TCN - 326 TCN               | Triệu Túc hầu Triệu Ngữ ?-350 TCN - 326 TCN               | Triệu Túc hầu Triệu Ngữ ?-350 TCN - 326 TCN               | Triệu Túc hầu Triệu Ngữ ?-350 TCN - 326 TCN               | Triệu Túc hầu Triệu Ngữ ?-350 TCN - 326 TCN               |  |  | An Bình quân Triệu Thành                   | An Bình quân Triệu Thành                   | An Bình quân Triệu Thành                   | An Bình quân Triệu Thành                   | An Bình quân Triệu Thành                   | An Bình quân Triệu Thành                   |  |  |                                        |                                        |                                        |                                        |                                        |                                        |  |  |                      |                      |                      |                      |                      |                      |  |  |  |  |  |  |  |  |  |  |  |  |  |  |  |  |
|                       |                       |                       |                       |                       |                       |  |  |                         |                         |                         |                         |                         |                         |  |  |                                                  |                                                  |                                                  |                                                  |                                                  |                                                  |  |  | Triệu Túc hầu Triệu Ngữ ?-350 TCN - 326 TCN                       | Triệu Túc hầu Triệu Ngữ ?-350 TCN - 326 TCN               | Triệu Túc hầu Triệu Ngữ ?-350 TCN - 326 TCN               | Triệu Túc hầu Triệu Ngữ ?-350 TCN - 326 TCN               | Triệu Túc hầu Triệu Ngữ ?-350 TCN - 326 TCN               | Triệu Túc hầu Triệu Ngữ ?-350 TCN - 326 TCN               |  |  | An Bình quân Triệu Thành                   | An Bình quân Triệu Thành                   | An Bình quân Triệu Thành                   | An Bình quân Triệu Thành                   | An Bình quân Triệu Thành                   | An Bình quân Triệu Thành                   |  |  |                                        |                                        |                                        |                                        |                                        |                                        |  |  |                      |                      |                      |                      |                      |                      |  |  |  |  |  |  |  |  |  |  |  |  |  |  |  |  |
|                       |                       |                       |                       |                       |                       |  |  |                         |                         |                         |                         |                         |                         |  |  |                                                  |                                                  |                                                  |                                                  |                                                  |                                                  |  |  | Triệu Vũ Linh vương Triệu Ung 340 TCN -326 TCN - 298 TCN -295 TCN |                                                           |                                                           |                                                           |                                                           |                                                           |  |  |                                            |                                            |                                            |                                            |                                            |                                            |  |  |                                        |                                        |                                        |                                        |                                        |                                        |  |  |                      |                      |                      |                      |                      |                      |  |  |  |  |  |  |  |  |  |  |  |  |  |  |  |  |
|                       |                       |                       |                       |                       |                       |  |  |                         |                         |                         |                         |                         |                         |  |  |                                                  |                                                  |                                                  |                                                  |                                                  |                                                  |  |  |                                                                   |                                                           |                                                           |                                                           |                                                           |                                                           |  |  |                                            |                                            |                                            |                                            |                                            |                                            |  |  |                                        |                                        |                                        |                                        |                                        |                                        |  |  |                      |                      |                      |                      |                      |                      |  |  |  |  |  |  |  |  |  |  |  |  |  |  |  |  |
|                       |                       |                       |                       |                       |                       |  |  |                         |                         |                         |                         |                         |                         |  |  |                                                  |                                                  |                                                  |                                                  |                                                  |                                                  |  |  |                                                                   |                                                           |                                                           |                                                           |                                                           |                                                           |  |  |                                            |                                            |                                            |                                            |                                            |                                            |  |  |                                        |                                        |                                        |                                        |                                        |                                        |  |  |                      |                      |                      |                      |                      |                      |  |  |  |  |  |  |  |  |  |  |  |  |  |  |  |  |
|                       |                       |                       |                       |                       |                       |  |  |                         |                         |                         |                         |                         |                         |  |  | An Dương quân Triệu Chương ?- 295 TCN            | An Dương quân Triệu Chương ?- 295 TCN            | An Dương quân Triệu Chương ?- 295 TCN            | An Dương quân Triệu Chương ?- 295 TCN            | An Dương quân Triệu Chương ?- 295 TCN            | An Dương quân Triệu Chương ?- 295 TCN            |  |  | Triệu Huệ Văn vương Triệu Hà 310 TCN-298 TCN - 266 TCN            | Triệu Huệ Văn vương Triệu Hà 310 TCN-298 TCN - 266 TCN    | Triệu Huệ Văn vương Triệu Hà 310 TCN-298 TCN - 266 TCN    | Triệu Huệ Văn vương Triệu Hà 310 TCN-298 TCN - 266 TCN    | Triệu Huệ Văn vương Triệu Hà 310 TCN-298 TCN - 266 TCN    | Triệu Huệ Văn vương Triệu Hà 310 TCN-298 TCN - 266 TCN    |  |  | Bình Dương quân Triệu Báo                  | Bình Dương quân Triệu Báo                  | Bình Dương quân Triệu Báo                  | Bình Dương quân Triệu Báo                  | Bình Dương quân Triệu Báo                  | Bình Dương quân Triệu Báo                  |  |  | Bình Nguyên quân Triệu Thăng ?-251 TCN | Bình Nguyên quân Triệu Thăng ?-251 TCN | Bình Nguyên quân Triệu Thăng ?-251 TCN | Bình Nguyên quân Triệu Thăng ?-251 TCN | Bình Nguyên quân Triệu Thăng ?-251 TCN | Bình Nguyên quân Triệu Thăng ?-251 TCN |  |  |                      |                      |                      |                      |                      |                      |  |  |  |  |  |  |  |  |  |  |  |  |  |  |  |  |
|                       |                       |                       |                       |                       |                       |  |  |                         |                         |                         |                         |                         |                         |  |  | An Dương quân Triệu Chương ?- 295 TCN            | An Dương quân Triệu Chương ?- 295 TCN            | An Dương quân Triệu Chương ?- 295 TCN            | An Dương quân Triệu Chương ?- 295 TCN            | An Dương quân Triệu Chương ?- 295 TCN            | An Dương quân Triệu Chương ?- 295 TCN            |  |  | Triệu Huệ Văn vương Triệu Hà 310 TCN-298 TCN - 266 TCN            | Triệu Huệ Văn vương Triệu Hà 310 TCN-298 TCN - 266 TCN    | Triệu Huệ Văn vương Triệu Hà 310 TCN-298 TCN - 266 TCN    | Triệu Huệ Văn vương Triệu Hà 310 TCN-298 TCN - 266 TCN    | Triệu Huệ Văn vương Triệu Hà 310 TCN-298 TCN - 266 TCN    | Triệu Huệ Văn vương Triệu Hà 310 TCN-298 TCN - 266 TCN    |  |  | Bình Dương quân Triệu Báo                  | Bình Dương quân Triệu Báo                  | Bình Dương quân Triệu Báo                  | Bình Dương quân Triệu Báo                  | Bình Dương quân Triệu Báo                  | Bình Dương quân Triệu Báo                  |  |  | Bình Nguyên quân Triệu Thăng ?-251 TCN | Bình Nguyên quân Triệu Thăng ?-251 TCN | Bình Nguyên quân Triệu Thăng ?-251 TCN | Bình Nguyên quân Triệu Thăng ?-251 TCN | Bình Nguyên quân Triệu Thăng ?-251 TCN | Bình Nguyên quân Triệu Thăng ?-251 TCN |  |  |                      |                      |                      |                      |                      |                      |  |  |  |  |  |  |  |  |  |  |  |  |  |  |  |  |
|                       |                       |                       |                       |                       |                       |  |  |                         |                         |                         |                         |                         |                         |  |  |                                                  |                                                  |                                                  |                                                  |                                                  |                                                  |  |  |                                                                   |                                                           |                                                           |                                                           |                                                           |                                                           |  |  |                                            |                                            |                                            |                                            |                                            |                                            |  |  |                                        |                                        |                                        |                                        |                                        |                                        |  |  |                      |                      |                      |                      |                      |                      |  |  |  |  |  |  |  |  |  |  |  |  |  |  |  |  |
|                       |                       |                       |                       |                       |                       |  |  |                         |                         |                         |                         |                         |                         |  |  |                                                  |                                                  |                                                  |                                                  |                                                  |                                                  |  |  | Triệu Hiếu Thành vương Triệu Đan ?-266 TCN - 245 TCN              | Triệu Hiếu Thành vương Triệu Đan ?-266 TCN - 245 TCN      | Triệu Hiếu Thành vương Triệu Đan ?-266 TCN - 245 TCN      | Triệu Hiếu Thành vương Triệu Đan ?-266 TCN - 245 TCN      | Triệu Hiếu Thành vương Triệu Đan ?-266 TCN - 245 TCN      | Triệu Hiếu Thành vương Triệu Đan ?-266 TCN - 245 TCN      |  |  | Trường An quân                             | Trường An quân                             | Trường An quân                             | Trường An quân                             | Trường An quân                             | Trường An quân                             |  |  | Lư Lăng quân                           | Lư Lăng quân                           | Lư Lăng quân                           | Lư Lăng quân                           | Lư Lăng quân                           | Lư Lăng quân                           |  |  |                      |                      |                      |                      |                      |                      |  |  |  |  |  |  |  |  |  |  |  |  |  |  |  |  |
|                       |                       |                       |                       |                       |                       |  |  |                         |                         |                         |                         |                         |                         |  |  |                                                  |                                                  |                                                  |                                                  |                                                  |                                                  |  |  | Triệu Hiếu Thành vương Triệu Đan ?-266 TCN - 245 TCN              | Triệu Hiếu Thành vương Triệu Đan ?-266 TCN - 245 TCN      | Triệu Hiếu Thành vương Triệu Đan ?-266 TCN - 245 TCN      | Triệu Hiếu Thành vương Triệu Đan ?-266 TCN - 245 TCN      | Triệu Hiếu Thành vương Triệu Đan ?-266 TCN - 245 TCN      | Triệu Hiếu Thành vương Triệu Đan ?-266 TCN - 245 TCN      |  |  | Trường An quân                             | Trường An quân                             | Trường An quân                             | Trường An quân                             | Trường An quân                             | Trường An quân                             |  |  | Lư Lăng quân                           | Lư Lăng quân                           | Lư Lăng quân                           | Lư Lăng quân                           | Lư Lăng quân                           | Lư Lăng quân                           |  |  |                      |                      |                      |                      |                      |                      |  |  |  |  |  |  |  |  |  |  |  |  |  |  |  |  |
|                       |                       |                       |                       |                       |                       |  |  |                         |                         |                         |                         |                         |                         |  |  |                                                  |                                                  |                                                  |                                                  |                                                  |                                                  |  |  | Triệu Điệu Tương vương Triệu Yển ?-245 TCN - 236 TCN              |                                                           |                                                           |                                                           |                                                           |                                                           |  |  |                                            |                                            |                                            |                                            |                                            |                                            |  |  |                                        |                                        |                                        |                                        |                                        |                                        |  |  |                      |                      |                      |                      |                      |                      |  |  |  |  |  |  |  |  |  |  |  |  |  |  |  |  |
|                       |                       |                       |                       |                       |                       |  |  |                         |                         |                         |                         |                         |                         |  |  |                                                  |                                                  |                                                  |                                                  |                                                  |                                                  |  |  |                                                                   |                                                           |                                                           |                                                           |                                                           |                                                           |  |  |                                            |                                            |                                            |                                            |                                            |                                            |  |  |                                        |                                        |                                        |                                        |                                        |                                        |  |  |                      |                      |                      |                      |                      |                      |  |  |  |  |  |  |  |  |  |  |  |  |  |  |  |  |
|                       |                       |                       |                       |                       |                       |  |  |                         |                         |                         |                         |                         |                         |  |  |                                                  |                                                  |                                                  |                                                  |                                                  |                                                  |  |  |                                                                   |                                                           |                                                           |                                                           |                                                           |                                                           |  |  |                                            |                                            |                                            |                                            |                                            |                                            |  |  |                                        |                                        |                                        |                                        |                                        |                                        |  |  |                      |                      |                      |                      |                      |                      |  |  |  |  |  |  |  |  |  |  |  |  |  |  |  |  |
|                       |                       |                       |                       |                       |                       |  |  |                         |                         |                         |                         |                         |                         |  |  | Đại vương Triệu Gia 250 TCN -228 TCN - 222 TCN-? | Đại vương Triệu Gia 250 TCN -228 TCN - 222 TCN-? | Đại vương Triệu Gia 250 TCN -228 TCN - 222 TCN-? | Đại vương Triệu Gia 250 TCN -228 TCN - 222 TCN-? | Đại vương Triệu Gia 250 TCN -228 TCN - 222 TCN-? | Đại vương Triệu Gia 250 TCN -228 TCN - 222 TCN-? |  |  | Triệu U Mục vương Triệu Thiên 245 TCN-236 TCN - 228 TCN-?         | Triệu U Mục vương Triệu Thiên 245 TCN-236 TCN - 228 TCN-? | Triệu U Mục vương Triệu Thiên 245 TCN-236 TCN - 228 TCN-? | Triệu U Mục vương Triệu Thiên 245 TCN-236 TCN - 228 TCN-? | Triệu U Mục vương Triệu Thiên 245 TCN-236 TCN - 228 TCN-? | Triệu U Mục vương Triệu Thiên 245 TCN-236 TCN - 228 TCN-? |  |  |                                            |                                            |                                            |                                            |                                            |                                            |  |  |                                        |                                        |                                        |                                        |                                        |                                        |  |  |                      |                      |                      |                      |                      |                      |  |  |  |  |  |  |  |  |  |  |  |  |  |  |  |  |